# Liste der Straßennamen von Wien/Mariahilf
Liste der Straßen, Gassen und Plätze des 6. Wiener Gemeindebezirks Mariahilf
| Historische Straßennamen – Literatur – Weblinks |

## A
- Aegidigasse, 1852 benannt nach dem heiligen Ägidius (um 640–um 720), der Legende nach Abt der Abtei Saint-Gilles in Südfrankreich; er ist einer der Vierzehn Nothelfer und war im Mittelalter einer der populärsten Heiligen. Er ist Namenspatron der Pfarrkirche von Gumpendorf (umgangssprachlich Ägidiuskirche), die bereits im 13. Jahrhundert urkundlich erwähnt und ab 1765 fast zur Gänze neu errichtet wurde (siehe Brückengasse).
- Amerlingstraße, 1887 benannt nach dem Maler Friedrich von Amerling (1803–1887). Er war der beliebteste Porträtist des Hochadels und des Großbürgertums in der Zeit des Wiener Biedermeier; elegante Zeichnung, exotische Arrangements und prächtige Farbigkeit zeichnen seine Werke aus. 1858 erwarb er das Schloss Gumpendorf (Mollardgasse / Wallgasse) und stattete es mit wertvollen Kunstschätzen aus; das nicht mehr bestehende Gebäude wurde deshalb im Volksmund auch Amerlingschlössl genannt. Das Amerlinghaus genannte Geburtshaus des Künstlers in der ehemaligen Vorstadt Spittelberg (7. Bezirk) ist seit 1978 ein Kultur- und Kommunikationszentrum, in dem sich auch das Bezirksmuseum Neubau befindet. An der Amerlingstraße befand sich auf Nr. 6 seit 1754 ein Palais Kaunitz (seit 1814 Esterházy), das 1970 abgerissen wurde (der Esterházypark dahinter besteht noch). Die Straße hieß zeitweise auch Amerlinggasse.
- Anilingasse, 1865 benannt nach der chemischen Verbindung Anilin, einem Grundstoff zum Färben von Textilstoffen. Anilin wurde erstmals 1826 von Otto Unverdorben durch Kalkdestillation aus Indigo hergestellt. Seit 1897 wird Anilin von der Badischen Anilin- und Soda-Fabrik (BASF) zur Synthese des vorher nur aus pflanzlichen Rohstoffen gewonnenen Farbstoffs Indigo eingesetzt. Die Benennung bezieht sich darauf, dass in dieser Gasse mehrere Färber ansässig waren.

## B

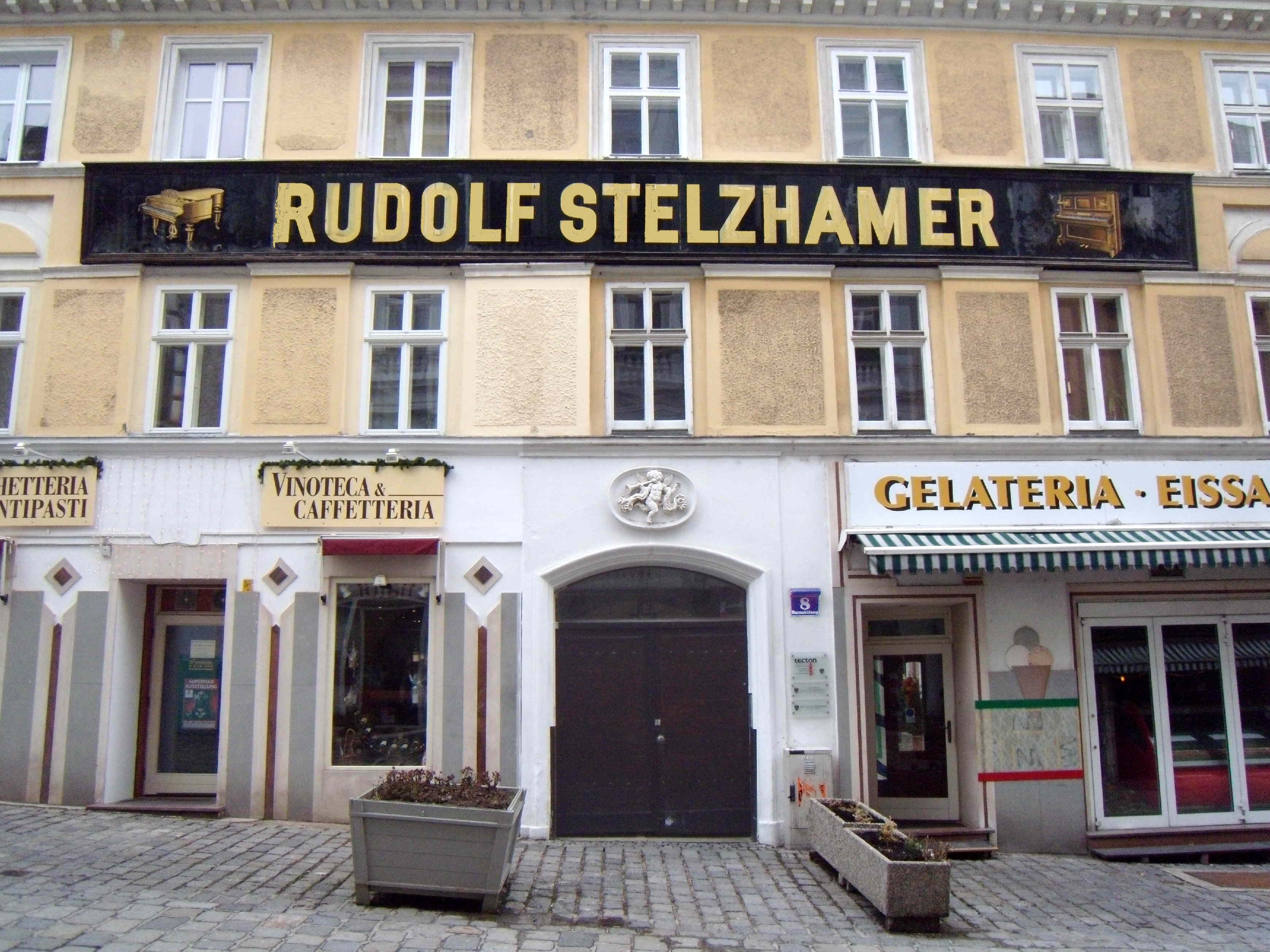
Barnabitengasse

- Barnabitengasse, 1862 benannt nach dem katholischen Männerorden der Barnabiten. Der Orden, der sich der antireformatorischen Pflege der Theologie des Paulus widmete, war ein Instrument der Gegenreformation. 1603 entsandte Heinrich IV. ihn nach Frankreich, um die Hugenotten zu bekämpfen, und 1626 beorderte Ferdinand II. die Barnabiten nach Österreich, wo er ihnen in Wien die Michaelerkirche als Ordensniederlassung gab. Der Orden betreute auch die Mariahilfer Kirche; 1660 stiftete der Barnabit Don Cölestin Joanelli das Gnadenbild Mariahilf, das für den 6. Bezirk namensgebend wurde. Die Gasse hieß davor bis 1862 Kleine Kirchengasse. Eine Bürgerinitiative konnte erreichen, dass sie seit 1989 Fußgängerzone ist.
- Bienengasse, 1862 benannt nach dem ehemaligen Hausschild „Zum Bienenkorb“ auf Nr. 3. Die Gasse wurde 1787 im Zug der Parzellierung des Klostergartens der Karmeliter angelegt. Sie hieß davor 1797–1862 Krongasse.
- Blümelgasse, 1887 benannt nach dem Unternehmer Johann Blümel († 1831); er errichtete 1809 eine Shawl-Fabrik am Schottenfeld, in der Woll- und Shawl-Tücher nach französischem Vorbild hergestellt und bis nach Amerika exportiert wurden. Blümel errichtete ein Wohnhaus („Blümelhaus“) in der Gumpendorfer Straße 78.
- Brauergasse, 1862 benannt nach der ehemaligen Gumpendorfer Brauerei an der Gumpendorfer Straße 68–70, die 1680 gegründet und 1841 aufgelassen wurde. Die Gasse entstand 1841, als die Gemeinde Wien das Brauhaus kaufte und das Areal parzellierte. Sie hieß zuvor Bräuhausgasse.

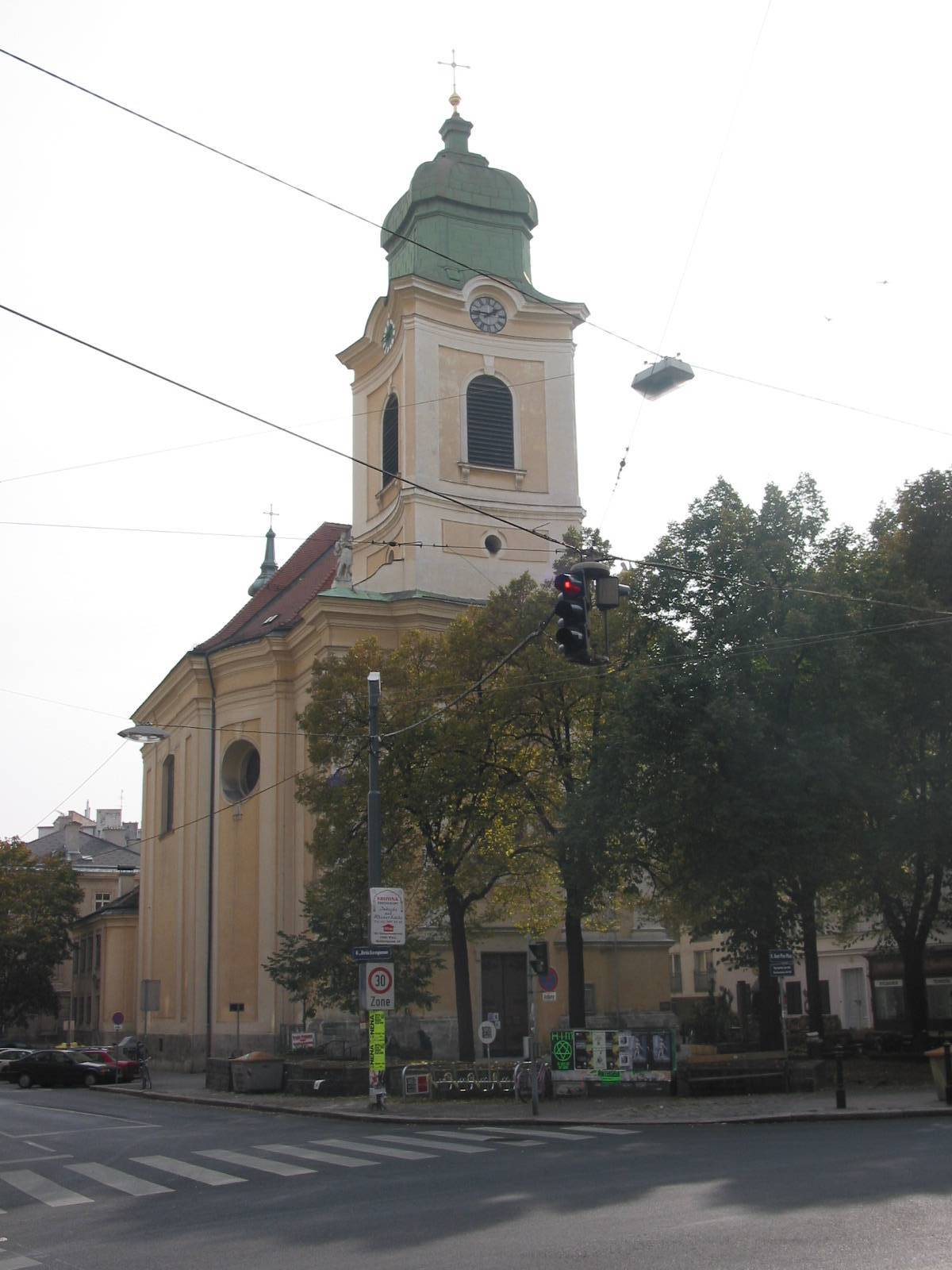
Ägidiuskirche Ecke Gumpendorfer Straße / Brückengasse, heute Kurt-Pint-Platz; die Ägidigasse ist vier Häuserblöcke entfernt

- Brückengasse, 1862 benannt nach der Nevillebrücke, zu der die Gasse führt. Die Nevillebrücke überquert den Wienfluss und verbindet die Bezirksteile Hundsturm (5. Bezirk) und Gumpendorf. Die damals neuartige Eisenkonstruktion wurde 1852–1854 von Franz Neville und Adam Clark konstruiert; siehe die Nevillegasse im 5. Bezirk, Margareten. Die Gasse ist ein wichtiger Verkehrsweg, der schon im 18. Jahrhundert verbaut war. Sie hieß davor Kirchengasse nach der anrainenden Ägidiuskirche (siehe Abb.).
- Bundesländerplatz, 1990 benannt zum Zeichen der Solidarität Wiens mit den anderen acht Bundesländern Österreichs. Die fünf Länder Niederösterreich, Kärnten, Steiermark, Tirol und Salzburg (als Erzbistum) sind bereits im Mittelalter entstanden, Oberösterreich wurde unter Joseph II. 1783/84 selbstständig; Vorarlberg war lange Landesteil Tirols und wurde 1861 eigenständig; 1920 wurde Wien zum eigenen Bundesland erhoben; 1921 kam das Burgenland, das bis dahin Teil Ungarns war, hinzu. Der Platz ist eine Verkehrsfläche ohne Adressen.
- Bürgerspitalgasse, 1841 benannt nach dem Bürgerspitalfonds, in dessen Besitz sich die Ziegelofengründe auf den Gumpendorfer Feldern befanden. Das Bürgerspital in der Inneren Stadt, das bereits seit dem Mittelalter bestand, hatte umfangreichen Grundbesitz in Wien und den Vororten.

## C
- Capistrangasse, 1906 benannt nach dem Wanderprediger, Heerführer und Inquisitor Johannes Capistranus (eigentlich Giovanni da Capistrano, 1386–1456); als päpstlicher Legat verfolgte er die Juden und Hussiten im Heiligen Römischen Reich. 1451 errichtete er eine Franziskanerprovinz für Österreich mit Sitz in der Kirche St. Theobald ob der Laimgrube in Mariahilf (1529 zerstört). Während der Epoche der Gegenreformation wurde er 1690 durch Papst Alexander VIII. heiliggesprochen. An Capistranus erinnert die Capistrankanzel am Stephansdom. Die Gasse war vorher ein Teil der Windmühlgasse. Den unteren Teil bildet eine Stiegenanlage, siehe Ilse-Pisk-Stiege. Im Historikerbericht Straßennamen Wiens seit 1860 als „Politische Erinnerungsorte“ aus dem Jahr 2013 ist die Straße Gruppe B (Diskussionsbedarf) zugeordnet[1]
- Christian-Broda-Platz, 2008 benannt nach dem Juristen und Politiker Christian Broda (1916–1987); er war 1970–1983 Justizminister in der SPÖ-Alleinregierung unter Bruno Kreisky. In seine Amtszeit fiel die große Reform des Familienrechts mit einer Neuordnung der Rechtsstellung unehelicher Kinder (1970), der Gleichstellung von Mann und Frau im bürgerlichen Recht (1975) sowie der Neuordnung des Kindschaftsrechts (1977), dazu 1975 das Inkrafttreten eines neuen Strafgesetzbuches, in dem unter anderem die Strafbarkeit der Homosexualität aufgehoben wurde, des Konsumentenschutzgesetzes (1979) sowie die Reform der Sachwalterschaft für behinderte Personen (1982). Die Platzfläche im Kreuzungsbereich Mariahilfer Gürtel und Mariahilfer Straße ist eine Verkehrsfläche ohne Adressen und wird im Volksmund Mariahilfer Platzl genannt.
- Chwallagasse, 1887 benannt nach dem Unternehmer Rudolf Chwalla (1840–1894), Seidenzeugfabrikant; er war Inhaber der Hofposamentierwarenfabrik in der Seidengasse 32 im 7. Bezirk und förderte die Seidenraupenzucht in Österreich.
- Corneliusgasse, um 1867 benannt nach dem deutschen Maler Peter von Cornelius (1783–1867) und seinem Neffen, dem deutschen Komponisten Peter Cornelius (1824–1874). Peter von Cornelius war vor allem Historienmaler und einer der Hauptvertreter des Nazarener-Stils. In seinen monumentalen Werken versuchte er eine Neubelebung der deutschen Freskomalerei. Peter Cornelius war ein äußerst produktiver Liedkomponist. Die Grundlage für fast die Hälfte seiner Lieder waren eigene Dichtungen, die auch durchaus von anderen Komponisten vertont wurden. Von 1859 bis 1864 lebte er in Wien. Die benachbarte Corneliusstiege ist ebenfalls nach ihm benannt. Die Gasse entstand um 1867 im Zug der Parzellierung des Lauswiesengrunds in Gumpendorf.

## D
- Damböckgasse, 1886 benannt nach dem Unternehmer Ludwig Damböck (der Jüngere, 1838–1886). Sein gleichnamiger Vater Ludwig Damböck (der Ältere, 1799–1850) hatte 1832 die erste österreichische Spitzen- und Vorhangfabrik in der Webgasse 37 (siehe diese) gegründet. 1829 war es ihm gelungen, trotz strengem Ausfuhrverbot aus England Bobinet-Maschinen zu importieren. Angeblich beschäftigte er „tausende Arbeiter“. Sein Sohn führte das Unternehmen weiter, das bis 1973 bestand. Damböck war Mitglied des Österreichischen Touristenklubs; das Schutzhaus Damböck-Haus am Schneeberg ist nach ihm benannt.[2]
- Dominikanergasse, benannt (Datum unbekannt, 1827 erstmals erwähnt) nach dem Orden der Dominikaner, die hier 1606–1777 eine Mühle an einem Seitenarm des Wienflusses besaßen. Der Dominikanerorden wurde im 13. Jahrhundert von dem Heiligen Dominikus (um 1170–1221) gegründet. Er stellte seit dem Beginn der Inquisition im päpstlichen Auftrag Inquisitoren zur Aufspürung und Verfolgung von Häretikern.
- Dürergasse, 1862 benannt nach dem Künstler Albrecht Dürer (1471–1528); er war ein deutscher Maler, Grafiker, Mathematiker und Kunsttheoretiker von europäischem Rang und gilt als wichtiger Künstler zur Zeit des Humanismus und der Reformation. Das Kunsthistorische Museum und die Albertina besitzen bedeutende Sammlungen seiner Werke. Die Gasse erstreckt sich auf dem Terrain alter Ziegelgruben („Auf der Kühweide“) und ist als Verkehrsweg seit 1770 bekannt. Sie hieß davor Untere Stättengasse bzw. Untere Gestättengasse. Seit 1902 heißt der von Südost nach Nordwest – schräg quer – verlaufende Teil Eggerthgasse.

## E
- Eggerthgasse, 1902 benannt nach dem Unternehmer Karl Eggerth († 1888). Sein Vater Josef Eggerth (1834–1878) hatte 1843 in der Dürergasse 14 das Wannenbad „Karolinenbad“ gegründet. Da zu dieser Zeit die Wiener Wasserversorgung sowohl mengen- als auch qualitätsmäßig mehr als mangelhaft war, nutzte er als Badewasser das so genannte „Überwasser“ der Kaiser-Ferdinands-Wasserleitung. Das Bad hatte 40 Badewannen aus Marmor in 30 Kabinen. 1852 erbaute Josef Eggerth auch das Esterházybad in der Gumpendorfer Straße 59; siehe Luftbadgasse. Nach dem Tod seines Vaters führte Karl Eggerth das Karolinenbad weiter; er war 1882–1885 Mitglied des Wiener Gemeinderats. Das Bad wurde 1924 renoviert und 1961 abgerissen. Die Stiegenanlage, die am nördlichen Ende der Gasse zur höher gelegenen Kaunitzgasse und zur Gumpendorfer Straße führt, hieß bis 1998 Eggerthstiege und wurde dann Viktor-Matejka-Stiege benannt (siehe dort).
- Eisvogelgasse, 1869 benannt nach dem ehemaligen Hausschild „Zum Eisvogel“ in dieser Gasse. Sie hieß ursprünglich Obere Gärtnergasse und 1827–1869 Gärtnergasse.
- Erika-Weinzierl-Platz, 2022 benannt nach der Historikerin Erika Weinzierl (1925–2014), Leiterin des Ludwig-Boltzmann-Instituts und Professorin am Institut für Zeitgeschichte der Universität Wien von 1979 bis 1995. Sie forschte und publizierte überwiegend in den Themenbereichen Antisemitismus, Katholizismus und Widerstand gegen den Nationalsozialismus und war langjährige Vorsitzende und später Ehrenpräsidentin der Aktion gegen den Antisemitismus in Österreich.
- Esterházygasse, 1862 benannt nach Fürst Nikolaus II. Esterházy de Galantha (1765–1833); er veranlasste den Umbau des Schlosses Esterházy in Eisenstadt im klassizistischen Stil, den dortigen Anbau eines Opernhauses und die Errichtung einer Gartenanlage im Stile eines englischen Landschaftsgartens, beteiligte sich aber auch an vielen Wiener Bauprojekten, wie dem Burgtheater und dem Theater an der Wien. Er war Besitzer des Palais Esterházy in Mariahilf, das er ab 1814 umgestalten ließ. 1970 wurde das ursprünglich denkmalgeschützte Palais trotz heftiger Proteste abgerissen. Der benachbarte Esterházypark ist ebenfalls nach Familie Esterházy benannt. Die Gasse hieß 1797–1852 Neue Gasse und 1852–1862 Berggasse.

## F
- Fallgasse, um 1867 benannt nach dem ehemals zum Wienflusses verlaufenden Fallbach, früher auch Feilbach genannt.
- Fillgradergasse, 1862 benannt nach Marie Anna Fillgrader (1763–1831), Witwe des Geschütz- und eines Glockengießers Georg Fillgrader (1755–1824),[3] die eine Stiftung für verarmte Bürger gründete. Die Fillgraderstiege in dieser Gasse, die den Niveauunterschied zwischen Wienfluss und Mariahilfer Straße überwindet, ist ebenfalls nach ihr benannt. Die Gasse wurde 1787 angelegt; um 1797 wird sie als Rosengasse erwähnt.
- Fritz-Grünbaum-Platz, 1989 benannt nach dem Kabarettisten, Operetten- und Schlagerautor, Regisseur, Schauspieler und Conférencier Fritz Grünbaum (1880–1941); er spielte ab 1914 u. a. im legendären Wiener Kabarett Simpl. Mit Karl Farkas entwickelte er dort ab 1922 die aus Ungarn stammende und auch im Wiener „Budapester Orpheum“ zu sehen gewesene „Doppelconférence“ weiter und führte sie zur Höchstblüte (mit den Rollen des „Gscheiten“ und des „Blöden“). Der Platz umfasst die Kreuzung der Gumpendorfer Straße mit drei einmündenden Gassen beim Esterhazypark. Die Grünbaumgasse im 22. Bezirk Donaustadt ist ebenfalls nach ihm benannt.
- Fügergasse, 1876 benannt nach dem deutschen Maler Heinrich Friedrich Füger (1751–1818); sein damaliges Ansehen in den höchsten Gesellschaftskreisen verdankte er Miniaturen und Porträts. Später wandte er sich großformatigen Historiengemälden zu und wurde durch diese zu einem der wichtigen Maler des Klassizismus. Fügers Rolle in Gesellschaft und Kunst jener Zeit ist kaum zu überschätzen. Er ragte so stark heraus, dass man ihn den Kunstpapst von Wien nannte.

## G

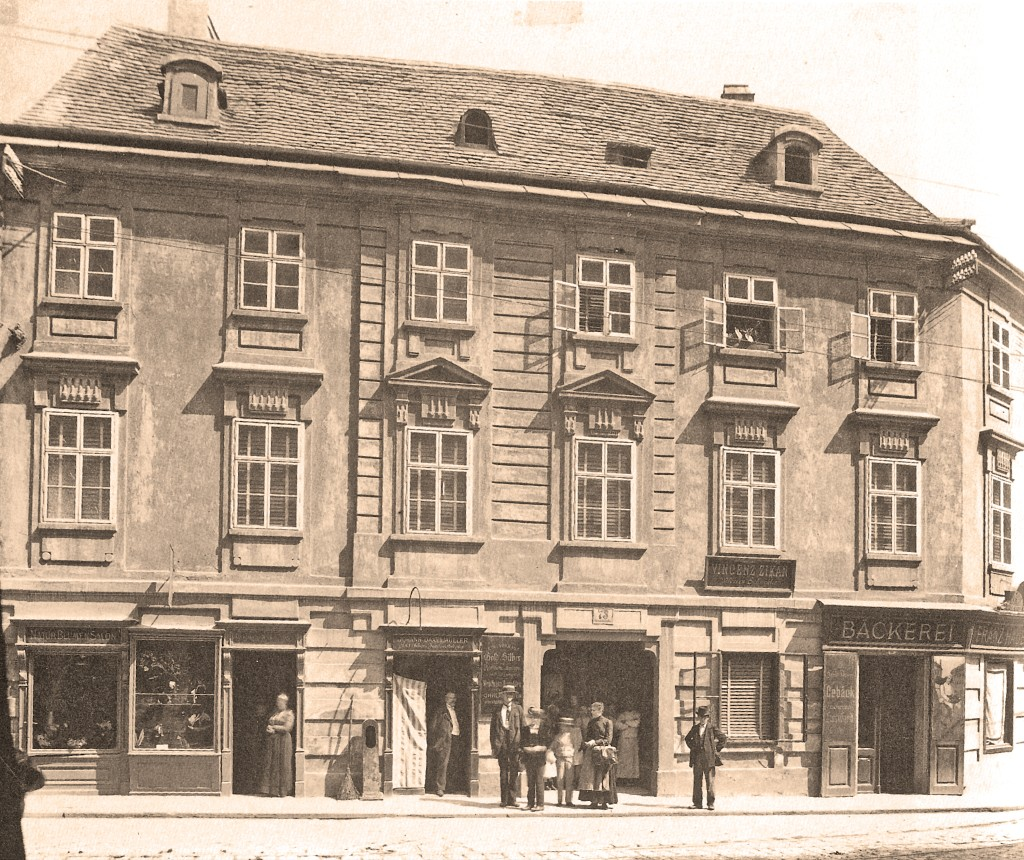
Haus Zum Auge Gottes in der Gumpendorfer Straße 73, Anfang 20. Jahrhundert

- Garbergasse, 1862 benannt nach dem Unternehmer Karl Garber (1807–1897), bürgerlicher Baumwollzeug-Fabrikant, Ortsrichter (1851–1861) und Gemeinderat (1861–1864). Garber bemühte sich um die Verschönerung und Pflasterung der Gassen in Gumpendorf, um die Einführung von Gasbeleuchtung (1851) und um die Errichtung einer Säuglings- und Kinderbewahranstalt (1850). Er war Vorsitzender der 78 „Waisenväter“ von Gumpendorf.[4] Die Gasse wurde 1844 auf Initiative Garbers eröffnet und hieß um 1852 Halbgasse. Ein Teil der Gasse kam 1862 zur Mittelgasse.
- Getreidemarkt, 1866 benannt nach dem städtischen Getreidespeicher, der sich bis 1900 hier befand; bis 1864 wurde daneben auch ein Getreidemarkt abgehalten. Die Straße war ab dem 16. Jahrhundert ein Teil des Glacis und wurde nach der Anlage der Ringstraßenzone ein Teil der „Lastenstraße“. Die Häuser an der Nordseite des Getreidemarktes und die Secession zwischen den beiden Richtungsfahrbahnen zählen zum 1. Bezirk.
- Gfrornergasse, 1832 benannt nach dem Gärtner Franz Gforner (1798–1840), „Lust- und Ziergärtner“, Hausbesitzer und Grundbesitzer; er eröffnete 1832 die Gasse. Ein Teil der Gasse hieß bis 1851 Obere Gasse.
- Girardigasse, 1918 benannt nach dem Schauspieler Alexander Girardi (1850–1918); er galt vor allem als Repräsentant des leichten Faches. Er setzte als Schauspieler die Tradition von Ferdinand Raimund und als Dichter von Johann Nestroy in der Rolle des Komikers fort. Aber auch zahlreichen Operetten prägte er seinen Stempel auf, wodurch er wesentlichen Anteil am Erfolg der „Goldenen Zeit der Wiener Operette“ hatte. Seine Frau Helene Odilon wollte ihn mit Hilfe eines Gefälligkeitsgutachtens des Arztes Julius Wagner-Jauregg entmündigen lassen; er wurde aber mit Unterstützung von Katharina Schratt rehabilitiert; siehe die Helene-Odilon-Gasse und den Wagner-Jauregg-Weg im 14. Bezirk Penzing. Der Girardipark im 1. Bezirk Innere Stadt ist nach dem Schauspieler benannt, ebenso der Girardirostbraten. Die Gasse hieß davor Engelgasse.
- Grabnergasse, 1894 benannt nach dem Lehrer Johann Nepomuk Grabner (1825–1893); er war 1891–1893 Bezirksvorsteher des 6. Bezirks und Obmann des Ortsschulrates von Mariahilf.
- Gumpendorfer Gürtel, 1965 benannt nach der ehemals selbstständigen Gemeinde Gumpendorf. Die erste urkundliche Erwähnung Gumpendorfs erfolgte 1130. Der Name dürfte aus dem Begriff Gumpe (Tümpel) entstanden sein, da der damals noch unregulierte Wienfluss häufig Hochwasser führte und dabei Tümpel und tote Nebenarme hinterließ. Die Siedlung Gumpendorf entstand etwa im Jahr 1000 entlang einer ehemaligen Römerstraße, deren Verlauf zum Teil der heutigen Gumpendorfer Straße entspricht. Gumpendorf ist damit eine der ältesten Wiener Vorstädte. Die Straße ist der neueste Teil des Gürtels und war vorher, teilweise mit anderer Baulinie, Teil der Mollardgasse.
- Gumpendorfer Straße, 1862 benannt nach der ehemals selbstständigen Gemeinde Gumpendorf; siehe Gumpendorfer Gürtel. Die Straße hieß davor Im Saugraben, Kothgasse, Bräuhausgasse und Gumpendorfer Hauptstraße.

## H

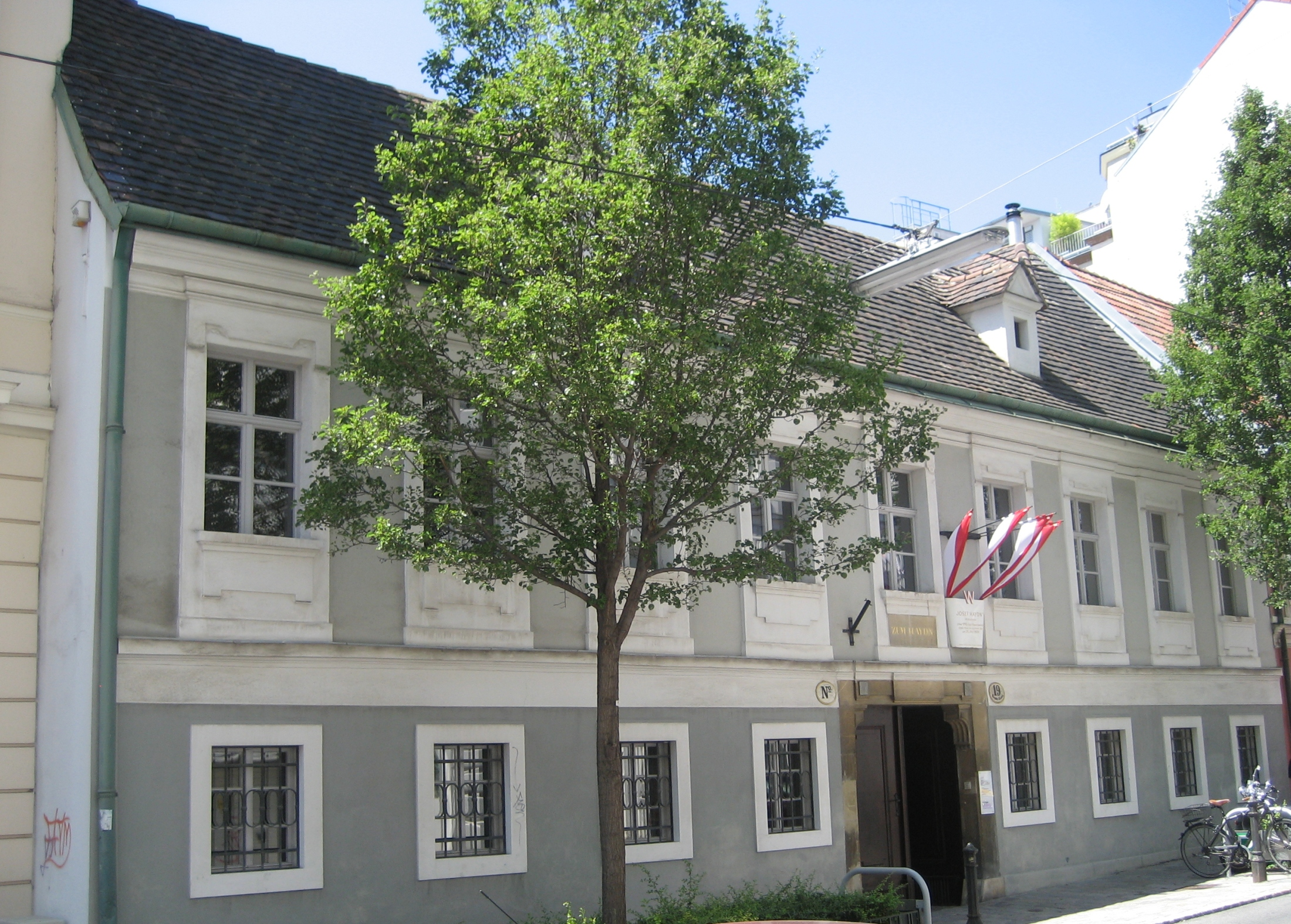
Wohn- und Sterbehaus Haydns, Haydngasse 19

- Haydngasse, 1862 benannt nach dem Komponisten Joseph Haydn (1732–1809); er wird traditionell als „Vater“ der klassischen Sinfonie und des Streichquartetts betrachtet und war Neuerer beim Schreiben von Klaviersonaten und Klaviertrios. 1793 kaufte er in der Oberen Windmühle (einem schmalen Areal, das zur Vorstadt Windmühle gehörte und fast vollständig von der Vorstadt Gumpendorf umschlossen wurde) ein Haus mit Garten in der Unteren Steingasse 73, das er nach einigen Umbauten 1797 bezog. Dort entstanden die zwei Oratorien Die Schöpfung und Die Jahreszeiten sowie sechs Messen für die Esterházy-Familie. Der Haydnpark im 12. Bezirk Meidling ist ebenfalls nach dem Komponisten benannt. Die Gasse hieß davor Kleine Steingasse.
- Hirschengasse, 1827 benannt nach dem ehemaligen Gasthausschild „Zum Hirschen“. Die Gasse wurde Anfang des 19. Jahrhunderts verbaut. Das Haus Nr. 25 wurde 1931 von der österreichischen NSDAP angekauft, die hier ihre Gauleitung einrichtete und das Gebäude Adolf-Hitler-Haus nannte.[5]
- Hofmühlgasse, 1862 benannt nach dem Müller Karl Hof (Lebensdaten unbekannt), letzter Mühlenbesitzer am Wienfluss. Die ursprünglich Stampfmühle und später Permannmühle genannte Mühle wurde bereits 1414 urkundlich erwähnt; 1433–1786 gehörte sie als Dorotheermühle dem Dorotheerkloster. Der Mühlenbetrieb endete 1847, nachdem der vom Wienfluss abgeleitete Mühlbach aufgelassen wurde; nach dem letzten Besitzer Karl Hof wurde sie zuletzt Hofmühle genannt.[6] Auf dem Areal entstanden ab 1860 die Wohnhäuser der Hofmühlgasse. Die Gasse ist seit 1706 als Verkehrsweg nachweisbar; sie hieß ursprünglich An der Stärkmacherbrücke und Alter Weg sowie um 1797 Dorothe Gasse und 1827–1862 Dorotheergasse.
- Hornbostelgasse, 1855 benannt nach dem Unternehmer und Politiker Theodor von Hornbostel (1815–1888); er übernahm 1841 von seinem Vater die Gumpendorfer und Leobersdorfer Seidenzeugfabrik. Daneben war er kurzzeitig Handelsminister (1848), dann Präsident der Wiener Handelskammer (1850–1852), Verwaltungsrat bzw. Direktor der Österreichischen Credit-Anstalt (ab 1855) und Verwaltungsrat der Kaiserin Elisabeth-Bahn.[7] Die Gasse hieß davor Große Schlossgasse.
- Hugo-Wolf-Gasse, 1903 benannt nach dem Komponisten und Musikkritiker Hugo Wolf (1860–1903); er war ab 1887 als freischaffender Komponist tätig. Auf dem Gebiet der Liedkomposition gilt er als einer der bedeutendsten Komponisten nach Franz Schubert. Differenzierte subjektive Empfindsamkeit und verfeinerte Harmonik weisen ihn als Spätromantiker unter dem Einfluss von Richard Wagner aus, dessen Stil er auch in seinem quantitativ geringeren Orchester- und Opernschaffen sehr persönlich weiterentwickelte. Die Gasse entstand 1902 nach der Demolierung und Parzellierung der Gumpendorfer Kaserne im Zuge der Kasernentransaktion.

## I
- Ilse-Pisk-Stiege, 2021 offiziell benannt nach der Fotografin Ilse Pisk (1892–1942). Sie betrieb ein Fotostudio im Gebäude Linke Wienzeile 48–52. Im Jahr 1942 wurde sie von den Nationalsozialisten in das Ghetto Izbica deportiert und dort ermordet. Die Stiege wurde 1906 angelegt und befindet sich im Verlauf der Capistrangasse. Bis zu ihrer offiziellen Benennung wurde sie als Capistranstiege bezeichnet.

## J
- Joanelligasse, 1902 benannt nach dem Barnabitenpriester Don Cölestin Joanelli († 1673); er stiftete 1660 eine Friedhofskapelle mit Marienbild, eine Kopie des Gnadenbilds Mariahilf von Lucas Cranach dem Älteren. Die Kapelle wurde im Zuge der Zweiten Türkenbelagerung 1683 zerstört, das Madonnenbild hat sich jedoch erhalten. Es wird seit 1689 in der Mariahilfer Kirche zur Verehrung gezeigt und ist namensgebend für den Bezirk Mariahilf sowie die Mariahilfer Straße und den Mariahilfer Gürtel. Die Gasse hieß früher Canalgasse bzw. Kanalgasse; ein Teil gehörte ursprünglich zur Dürergasse.
- Johanna-Bauer-Platz, 2014 benannt nach der Geschäftsfrau Johanna Bauer (1872–1937), Marktfrau am Naschmarkt, in dem sich diese Verkehrsfläche befindet.
- Johanna-Dohnal-Platz, 2011 benannt nach der Politikerin und Feministin Johanna Dohnal (1939–2010); sie war Bezirksrätin im 14. Bezirk, Penzing (ab 1969), Vorsitzende der SPÖ-Frauen dieses Bezirks (ab 1971), Landesfrauensekretärin der SPÖ Wien (1972–1979) und Wiener Gemeinderätin (1973–1979). Nach unermüdlicher politischer Aktivität auf dem Feld der Gleichberechtigungspolitik holte Bruno Kreisky Dohnal 1979 als Staatssekretärin für allgemeine Frauenfragen in die Bundesregierung. Von 1990 bis 1995 war sie Bundesministerin für Frauenangelegenheiten. Der Johanna-Dohnal-Hof in Penzing (Jenullgasse 18–26) ist ebenfalls nach ihr benannt. Der Platz ist eine Verkehrsfläche ohne Adressen.

## K

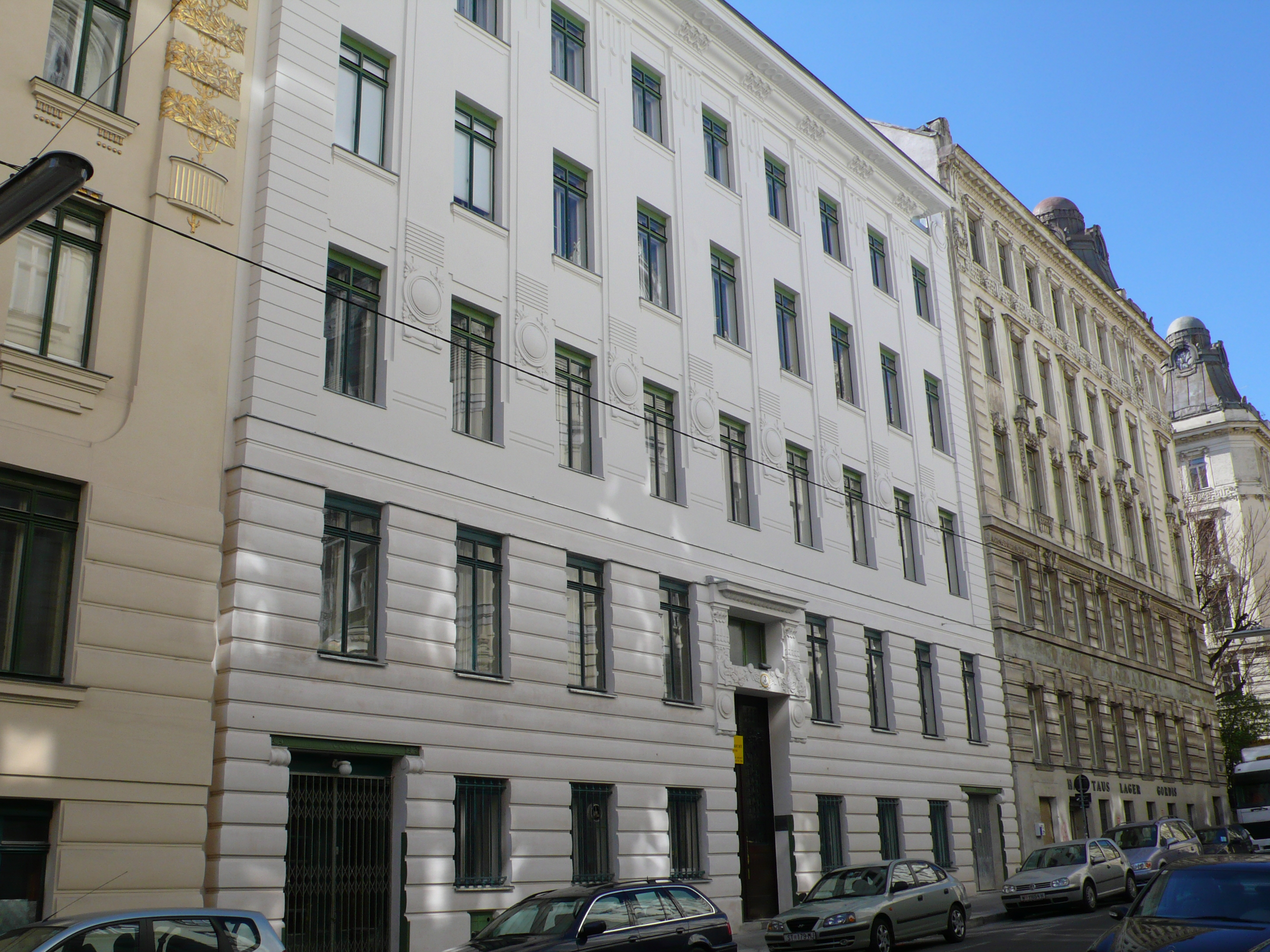
Eines der Wienzeilenhäuser von Otto Wagner in der Köstlergasse

- Kaunitzgasse, 1862 benannt nach Reichsfürst Wenzel Anton Kaunitz (1711–1794); er war ein Staatsmann des aufgeklärten Absolutismus, Reichshofrat und Diplomat. Als Berater Maria Theresias und Josefs II. und als Gründer des österreichischen Staatsrats war er die führende Stimme der Aufklärungspartei in der Habsburgermonarchie und Förderer vieler innenpolitischer Reformen. Vor allem war er als Staatskanzler für die Außenpolitik zuständig. Er bewohnte zeitweise das (nicht mehr bestehende) Palais Kaunitz in Mariahilf (siehe: Amerlingstraße). Die Gasse hieß um 1797 Bergsteig, um 1827 Rückwärts am Berg, um 1852 Berggasse und um 1852 Bergsteiggasse.
- Kollergerngasse, 1870 benannt nach dem alten Riednamen Kollergern, auch Im Gern und Im Gern bei Gumpendorf genannt. Das „Gern“, abgeleitet von Ger (= Speer), bezeichnete ein schmales, spitzes Grundstück, dessen Form heute noch im Esterházypark zwischen Schadekgasse und Gumpendorfer Straße erkennbar ist. An der Spitze des Grundstücks befand sich das Kollerkreuz (von Koller = Köhler).
- Königsegggasse (bis 1999 amtlich: Königseggasse), 1862 benannt nach dem deutschen Reichshofrat und Reichsvizekanzler des Heiligen Römischen Reiches Leopold Wilhelm von Königsegg-Rothenfels (1630–1694). Im Rahmen der Zweiten Türkenbelagerung (1683) war er als enger Mitarbeiter von Kaiser Leopold I. mit der Vorbereitung der Befreiung Wiens beauftragt.[8] Nach den kriegsbedingten Zerstörungen stiftete er Geld für die Reparatur der Gumpendorfer Pfarrkirche. 1688 kaufte Königsegg Grundstücke in der heutigen Gumpendorfer Straße 74–76 und errichtete dort sein Palais Königsegg. 1754 erwarb Maria Theresia das Palais und richtete darin die kaiserliche Ingenieurschule ein. 1841 kaufte der Wiener Magistrat das Gebäude; es wurde 1886 demoliert. Die Gasse hieß davor Rosengasse.
- Königsklostergasse, 1887 benannt nach dem Königinkloster  (eigentlich Klarissen-Kloster St. Maria, Königin der Engel), einem ehemaligen Kloster der Klarissen in der Inneren Stadt. Es wurde um 1580 von Elisabeth von Österreich gestiftet und im Zuge der Josephinischen Reformen 1781 aufgelöst und 1784 abgetragen. Das Kloster besaß ab 1582 einen Meierhof in Mariahilf. Die Gasse hieß davor Bettlerstiege.
- Kopernikusgasse, 1867 benannt nach dem preußisch-polnischen Domherren, Juristen, Administrator und Arzt Nikolaus Kopernikus (1473–1543), der seine freie Zeit der Mathematik und Astronomie widmete. In seinem Werk De revolutionibus orbium coelestium beschrieb er das heliozentrische Weltbild des Sonnensystems, gemäß dem sich die Erde um die eigene Achse dreht und zudem wie die anderen Planeten um die Sonne bewegt.
- Köstlergasse, 1895 benannt nach Adam Köstler (1817–1892), Gemeinderat (1874–1881) und Bezirksvorsteher (1871–1886) von Mariahilf.
- Kurt-Pint-Platz, 2000 benannt nach dem Juristen und Politiker Kurt Pint (1942–1997), Bezirksrat in Mariahilf (ab 1978), Klubobmann der ÖVP-Fraktion Mariahilf (ab 1983), Bezirksvorsteher des 6. Bezirks (1984–1997); er initiierte unter anderem die Eröffnung eines Nachbarschaftshilfezentrums und eines Seniorentreffs.[9] Darüber hinaus war er für die (umstrittene) Neugestaltung des Flakturms im Esterházypark verantwortlich. Der Platz ist eine Verkehrsfläche ohne Adressen an der Ecke Gumpendorfer Straße / Brückengasse.
- Kurzgasse, 1862 benannt wegen ihrer geringen Länge von 99 Meter. Das Wort entstammt dem lateinischen curtus und entwickelte sich über althochdeutsch churz zu mittelhochdeutsch kurz.

## L

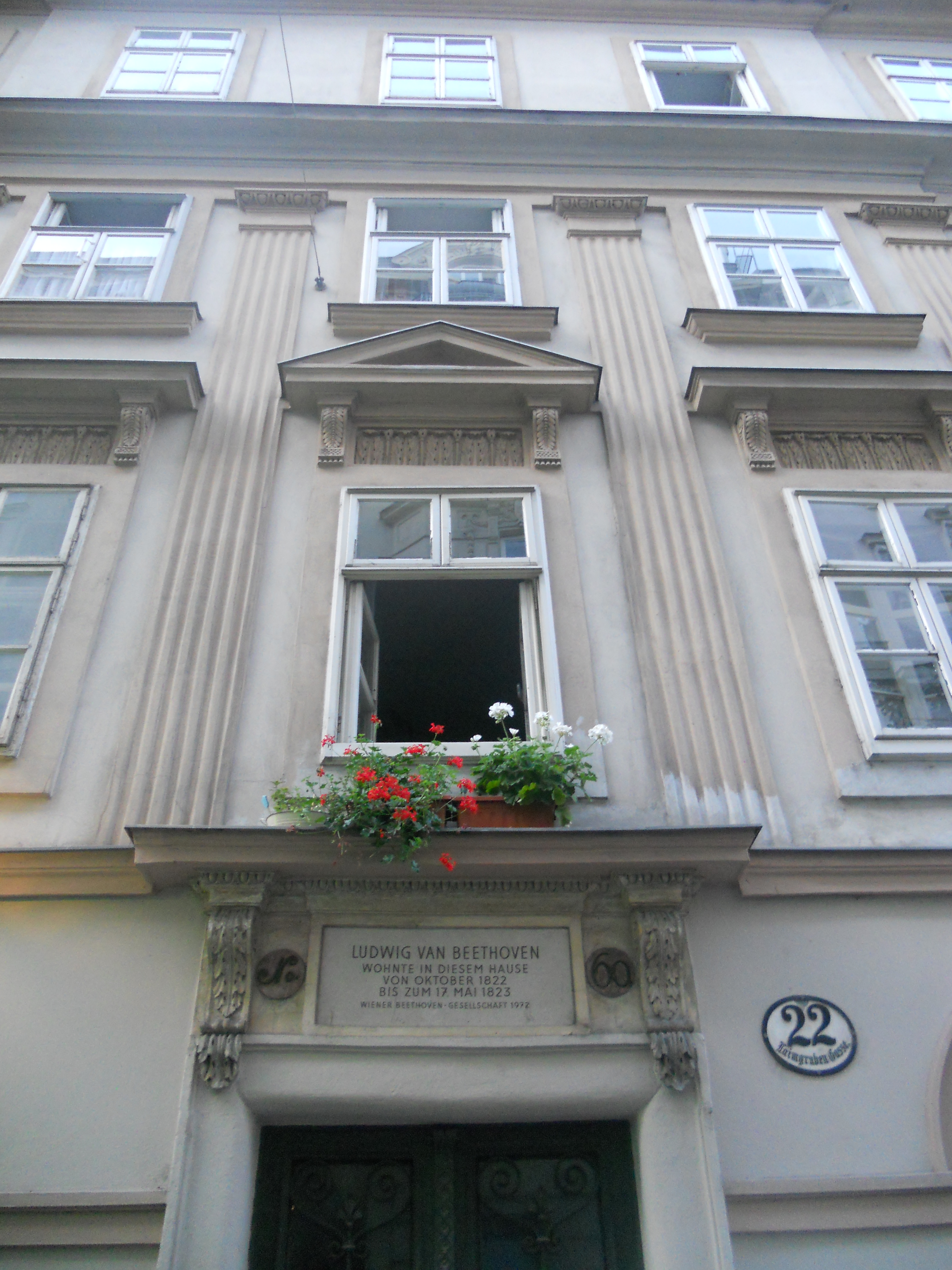
Das Beethovenhaus in der Laimgrubengasse

- Laimgrubengasse, 1862 benannt nach dem Dorf Laimgrube, das seit dem 11. Jahrhundert bestand, 1291 erstmals urkundlich erwähnt, 1848 selbstständig und 1850 eingemeindet wurde. Der Name Laimgrube ist auf die Lehmgruben, die hier am Abhang des Wienflussufers bereits seit dem 14. Jahrhundert existierten, zurückzuführen. Lehm ist das älteste im Bauwesen verwendete Bindemittel, neben Holz das älteste Baumaterial (Stampflehm) des Menschen und gehört mit Kalk – und seit Beginn des 20. Jahrhunderts Zement – zu den wichtigsten mineralischen Baustoffen. Die Gasse hieß früher Große Pfarrgasse und Kleine Pfarrgasse, dann bis 1862 Obere Pfarrgasse und Untere Pfarrgasse.
- Lehargasse, 1948 benannt nach dem Komponisten Franz Lehár (1870–1948). Mit dem Welterfolg der Lustigen Witwe (1905) setzte er sich an die Spitze der damaligen Operettenkomponisten. Bald schlossen sich in den nächsten Jahren weitere Erfolgsstücke an: Der Graf von Luxemburg, Zigeunerliebe und Eva. Lehár gilt zusammen mit Oscar Straus und Leo Fall als Begründer der sogenannten Silbernen Operettenära. Die Gasse hieß davor Dreihufeisengasse. Sie verläuft an der Rückseite des Theaters an der Wien, in dem die Uraufführung der Lustigen Witwe stattfand. Im Historikerbericht Straßennamen Wiens seit 1860 als „Politische Erinnerungsorte“ aus dem Jahr 2013 ist die Straße Gruppe B (Diskussionsbedarf) zugeordnet[1]
- Liniengasse, 1862 von der Stadt Wien benannt (aber schon 1856 auf einem Stadtplan genannt) nach dem Linienwall und dessen Tor nach Sechshaus namens Gumpendorfer Linie, zu dem sie führte. Der Linienwall war ein mit Palisaden verstärkten Erdwall mit einem vorgelagerten Graben, der zwischen dem Donauarm bei Sankt Marx (heute 3. Bezirk) und dem Lichtental (heute 9. Bezirk) verlief. Er trennte, ausgenommen den 2. Bezirk, die 1850 eingemeindete Vorstädte (heute 3. bis 9. Bezirk) von den großteils erst 1892 eingemeindeten Vororten am rechten Donauufer (heute 10. bis 19. Bezirk). Der Linienwall wurde ab 1894 abgetragen, der Gürtel stark ausgebaut und 1895 mit dem Bau der Gürtellinie der Stadtbahn begonnen. Siehe auch Wallgasse. Die Gasse hieß vorher Feldgasse.

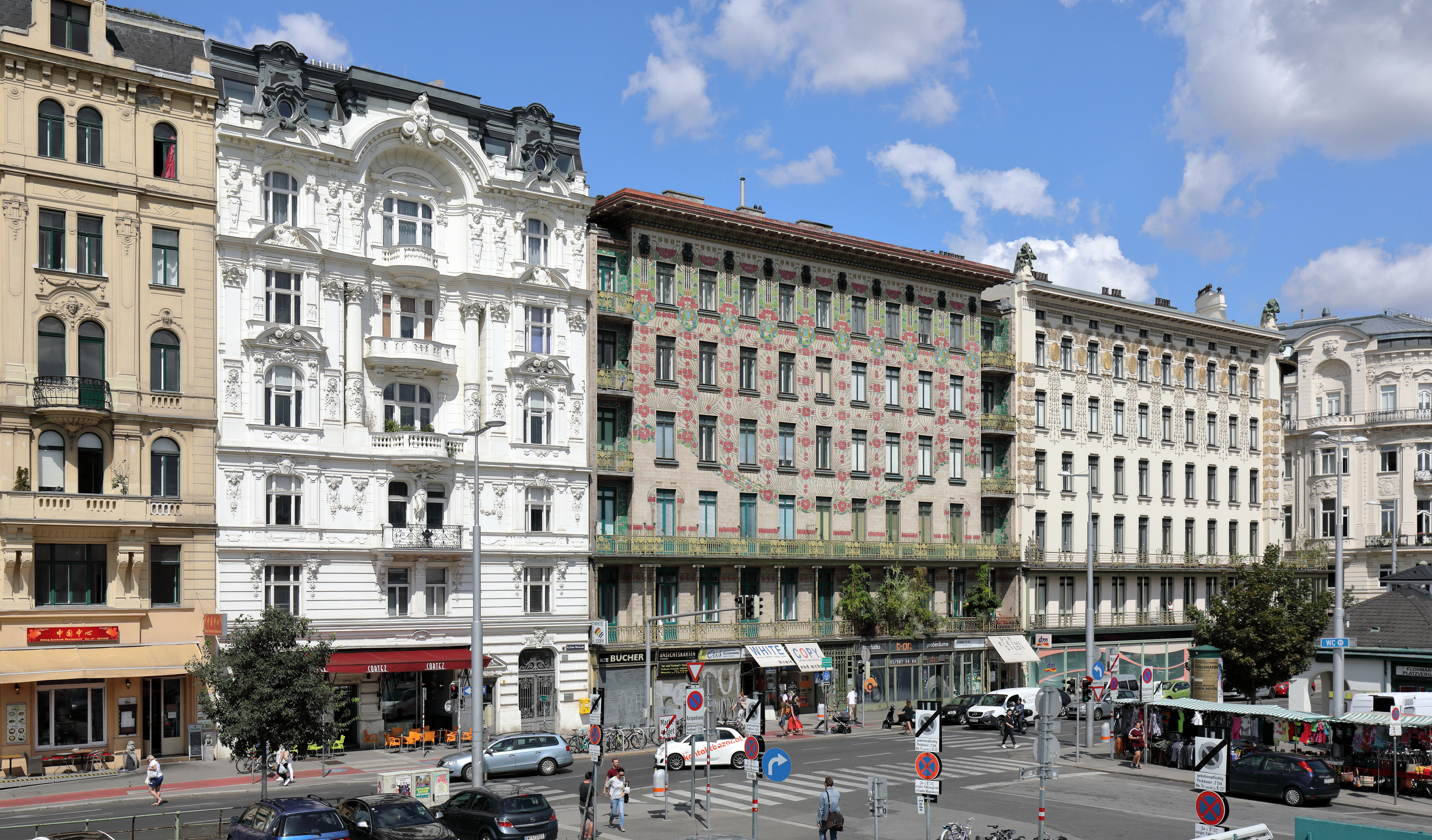
Linke Wienzeile, Höhe Kettenbrücke, mit den Wienzeilenhäuser von Otto Wagner

- Linke Wienzeile, 1899 benannt nach ihrem Verlauf am linken Ufer des Wienflusses. In der späten Gründerzeit bestand das Projekt, den Fluss vom Schönbrunn, Sommerresidenz des Kaisers, bis zur Altstadt einzuwölben und die Wienzeile zum Prachtboulevard zwischen Altstadt und Schloss umzugestalten. Dieser Plan blieb unvollendet, jedoch sind zahlreiche bemerkenswerte Bauten entstanden. Die Straße hieß zuerst Am Wienufer bzw. Ufergasse, später Magdalenenstraße und an beiden Flussufern (Plan von 1856) Wienstraße. (Siehe auch Rechte Wienzeile im 5. Bezirk.)
- Loquaiplatz, 1903 benannt nach dem Jalousienfabrikanten und Bezirkspolitiker Ferdinand Loquai (1838–1899), christlichsozialer Abgeordneter zum Wiener Gemeinderat und zum niederösterreichischen Landtag (1878–1889) und Bezirksvorsteher von Mariahilf (1891–1896).[10] Der Platz, zu dem auch der kleine Loquaipark gehört, wurde ab 1902 nach dem Abbruch der Gumpendorfer Kaserne bei der Parzellierung des Areals angelegt.
- Luftbadgasse, 1862 benannt nach dem Esterházybad. Der Unternehmer Josef Eggerth (1834–1878) hatte 1843 in der Dürergasse 14 das Wannenbad „Karolinenbad“ gegründet; siehe Eggerthgasse. 1852 erbaute er auch das Esterházybad in der Gumpendorfer Straße 59, das erste Dampfbad („Heilluftbad“) Wiens. Zur Ausstattung gehörten auch Wannenbäder und ein im Winter beheizbares Schwimmbad. Die Gasse hieß vorher Obere Gestättengasse.
- Lutherplatz, 1983 benannt nach dem Reformator Martin Luther (1483–1546). Seine Predigten und Schriften – besonders seine Lutherbibel – veränderten die von der römisch-katholischen Kirche dominierte Gesellschaft im ausgehenden Mittelalter und der beginnenden Neuzeit nachhaltig. In der Folge kam es entgegen Luthers Absicht zu einer Kirchenspaltung, Bildung evangelisch-lutherischer Kirchen und weiterer Konfessionen des Protestantismus. Am Lutherplatz befindet sich die 1846–1849 erbaute evangelische Gustav-Adolf-Kirche.

## M
- Magdalenenstraße, 1862 benannt nach der ehemals selbstständigen Gemeinde Magdalenengrund. Namensgebend war die einst am Stephansplatz gelegene Maria-Magdalenen-Kapelle, deren Bruderschaft Grundeigentümer dieses Areals war. Die Siedlung entstand erst zu Beginn des 18. Jahrhunderts, bis dahin befanden sich hier vor allem Weingärten. 1799 wurde der Magdalenengrund von der Gemeinde Wien erworben und 1850 gemeinsam mit den Vorstädten Mariahilf, Windmühle, Gumpendorf und Laimgrube als 5. Bezirk Mariahilf eingemeindet (ab 1861 6. Bezirk). Ein Teil der Straße hieß davor Untere Wehrgasse, ein anderer Schnellgasse.
- Marchettigasse, benannt (Datum unbekannt) nach dem Seidenfabrikanten Johann Baptist Marchetti (1762–1846); er erwarb ab 1800 Gründe und Häuser in der Vorstadt Laimgrube. Im Haus Gumpendorfer Straße 95 richtete er eine Fabrik ein. 1801 ließ er das erste Haus in der heutigen Marchettigasse bauen und eröffnete dadurch die Gasse.
- Mariahilfer Gürtel, 1864 / 1869 benannt nach dem 1850 durch Eingemeindungen entstandenen 5., seit 1861 6. Wiener Gemeindebezirk, Mariahilf. Der Name Mariahilf, zuvor bereits Name einer Ortschaft im Bezirk, ist auf eine Kopie des Gnadenbildes Mariahilf von Lucas Cranach dem Älteren zurückzuführen, das sich in einer Kapelle des 1660 von den Barnabiten in dieser Gegend errichteten Friedhofes befand; siehe auch Joanelligasse. Das Bild befindet sich heute in der Mariahilfer Kirche. Die Straße hieß vorher Gürtelstraße.
- Mariahilfer Straße, 1897 benannt nach dem Bezirk bzw. der einstigen Vorstadt Mariahilf (siehe Mariahilfer Gürtel). Die Straße bildet seit 1862 die Grenze zwischen dem 6. und dem 7. Bezirk. Sie hieß ursprünglich nach ihren Zielen Kremser Straße, dann Bayrische Landstraße, später (z. B. Stadtplan 1856) nach den durchquerten Orten Laimgrubner Hauptstraße (Abschnitt 6., Zweierlinie–7., Stiftgasse) und Mariahilfer Hauptstraße (Abschnitt 7., Stiftgasse–6., Stumpergasse / Mariahilfer Linie); im 15. Bezirk hieß sie Fünfhauser Hauptstraße, Schönbrunner Straße und Penzinger Straße.
- Maria-Welser-Platz, 2014 benannt nach Maria Welser (Lebensdaten unbekannt), Marktfrau am Naschmarkt, in dem sich diese Verkehrsfläche befindet.
- Mariedlgasse, 2014 benannt nach einer Marktfrau, die Haverschesser Mariedl genannt wurde (Lebensdaten unbekannt) und als äußerst rauflustig beschrieben wird. Weg im Naschmarkt.
- Marta-Eggerth-Platz, 2024 benannt nach der Opernsängerin und Filmschauspielerin Marta Eggerth (1912–2013). Sie galt als musikalisches Wunderkind und hatte bereits mit 11 Jahren ihren ersten Bühnenauftritt. Nach Konzertreisen und Engagements als Sopranistin in ganz Europa lebte sie ab 1930 in Berlin und war dort auch als Schauspielerin aktiv. 1935 übersiedelte sie nach Wien. Nach dem Anschluss 1938 migrierte sie mit ihrem Ehemann Jan Kiepura nach New York, wo sie sich ab 1953 dauerhaft niederließ. Im Raimundtheater, vor dem sich der Platz befindet, wirkte Eggerth bei ihrem ersten Wien-Besuch seit dem Krieg im Jahr 1952 als Sängerin mit; es folgten bis ins hohe Alter weitere Engagements in Wien.
- Matrosengasse, 1862 benannt nach dem ehemaligen Kaufmannsschild „Zum Matrosen“. Die Gasse wurde 1840–1850 verbaut; sie hieß davor Baumgasse.
- Meravigliagasse, 1862 benannt nach der aus Mailand stammenden Familie Meraviglia, die Besitzungen in Wien hatte. Der k.k. Oberstleutnant und kaiserliche Kämmerer Giovanni Stefano Meraviglia-Crivelli († 1779) hatte 1758 Gräfin Maria Anna von Mollard geheiratet, die 1760 die Herrschaft Gumpendorf erbte; siehe Mollardgasse. Beider Sohn Anton lebte meist auf seinen böhmischen Gütern und verkaufte daher 1786 Gumpendorf an die Gemeinde Wien, die das Schloss gewerblich nutzen ließ. Auf einstigem Gartengrund des Schlosses wurde die Meravigliagasse angelegt. Die Gasse hieß davor Kleine Schlossgasse.
- Millergasse, benannt (Datum unbekannt, auf Stadtplan 1856 verzeichnet) nach der Fabrikantenfamilie Miller. Der einer niederösterreichischen Handwerkerfamilie entstammende Martin Mühler (1769–1833) ging als Geselle nach England und nannte sich nach seiner Rückkehr Miller. Um 1804 errichtete er in Gumpendorf in der Webgasse 26 eine Kunstschlosserei und Feinzeugschmiede mit dem ersten Tiegelstahlofen Österreichs. 1825 errichtete er in seinem Heimatort St. Aegyd am Neuwalde ein Stahlwerk. Sein Sohn Franz Matthias Miller (1798–1876) führte den Betrieb fort und war 1839–1843 Grundrichter von Gumpendorf.[11]

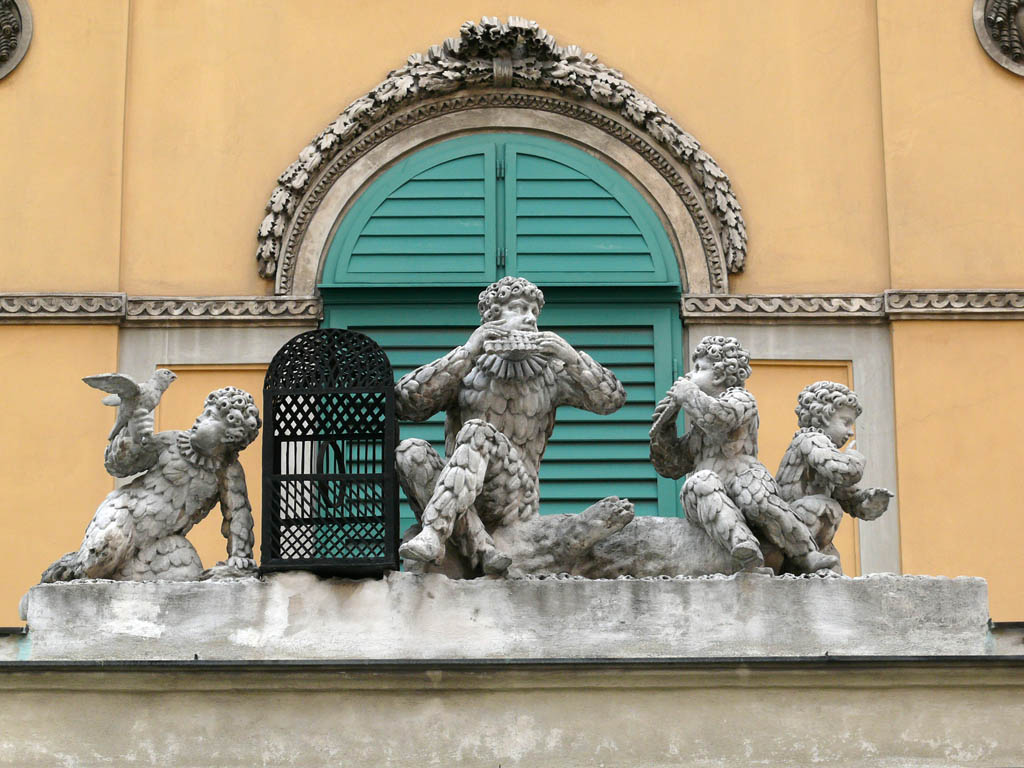
Das Papagenotor des Theaters an der Wien in der Millöckergasse

- Millöckergasse, 1900 benannt nach dem Operettenkomponisten Carl Millöcker (1842–1899); er wirkte 1869–1883 am Theater an der Wien. Millöcker war neben Johann Strauß Sohn und Franz von Suppè der dritte Vertreter der Goldenen Operettenära in Wien; sein populärstes Werk war Der Bettelstudent. Seine Operetten zeichnen sich besonders durch solide Satzkunst und handwerkliches Können aus. Wichtigster Interpret der späteren Werke war Alexander Girardi; siehe die benachbarte Girardigasse. Die Gasse hieß bis 1900 Theatergasse nach dem Theater an der Wien, dessen historischer Haupteingang namens Papagenotor an der Millöckergasse liegt.
- Minerlgasse, 2014 benannt; ehemals typischer Rufname für eine Marktfrau am Naschmarkt, in dem sich diese Verkehrsfläche befindet.
- Mittelgasse, 1862 offiziell benannt (auf Stadtplan 1856 genannt), weil sie in der Mitte zwischen der Gumpendorfer Straße im Süden und der Mariahilfer Straße im Norden liegt. Ein Teil der 1833 eröffneten Gasse hieß zuvor Garbergasse bzw. Halbgasse.
- Mollardgasse, 1862 benannt nach der Adelsfamilie Mollard, die ab 1563 in Niederösterreich ansässig war und von 1629 an die Herrschaft Gumpendorf innehatte, die ein Nachkomme 1786 an die Gemeinde Wien verkaufte. Mitglieder der Familie besaßen 1563–1760 das Palais Mollard-Clary in der Inneren Stadt. Karoline von Fuchs-Mollard (1675–1754) war ab 1729 die Erzieherin von Maria Theresia. Maria Anna von Mollard heiratete 1758 den kaiserlichen Kämmerer Giovanni Stefano Meraviglia-Crivelli; siehe Meravigliagasse. Die Gasse hieß davor Obere Wehrgasse bzw. Obere Annagasse und Untere Annagasse.
- Morizgasse, 1862 benannt nach dem Justizsekretär Gottfried Moriz von der Hölz (1751–1823); er war um 1820 Besitzer des ersten Hauses in der Gasse. Sie hieß vorher Mühlgasse.
- Münzwardeingasse, 1862 benannt nach dem kaiserlichen Münzwardein Siegmund Hammerschmied (1628–1703); er erwarb 1663 Besitz zwischen der Mollardgasse und der Gumpendorfer Straße und besaß dort auch ein Haus. Die Gasse ist bereits ab 1797 nachweisbar.

## N
- Nelkengasse, 1862 benannt nach dem ehemaligen Gasthausschild „Zur Nelke“. Die Gasse hieß um 1829 Leopoldigasse und dann Schiffgasse (nach einem Hausschild „Zum Schiff“).

## O

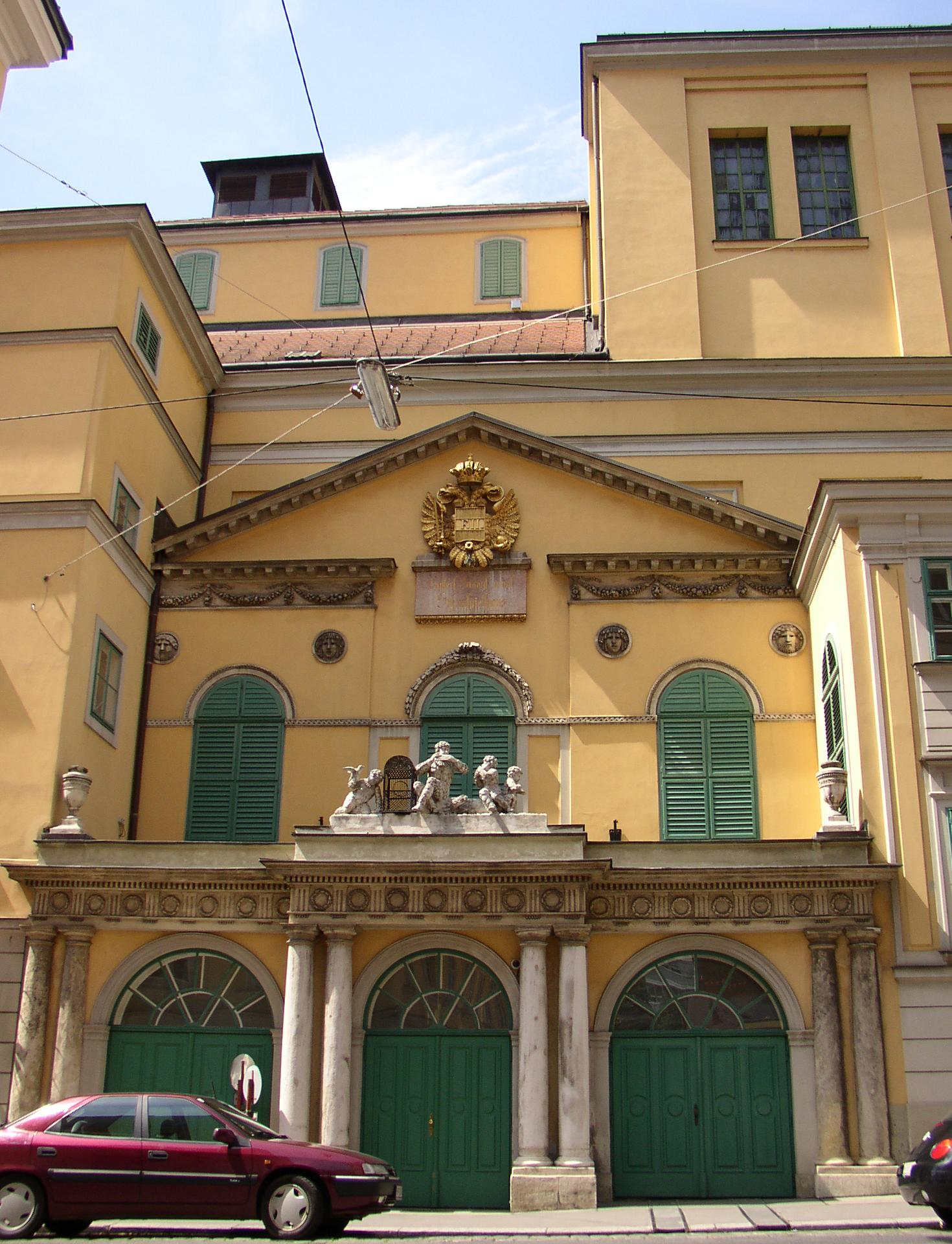
Das Papagenotor des Theaters an der Wien befindet sich in der Millöckergasse gegenüber der Einmündung der Papagenogasse (Papageno mit Geschwistern in Der Zauberflöte zweyter Theil. Das Labyrinth)

- Oskar-Werner-Platz, 2003 benannt nach dem Schauspieler Oskar Werner (eigentlich Oskar Josef Bschließmayer, 1922–1984); er galt in den 1950er Jahren als herausragender Darsteller von Liebhaberrollen, war berühmt als Hamlet und konzentrierte sich später auf die Verkörperung widersprüchlicher Charaktere, denen er durch sein sensibles Spiel und seine spezifische Wortmelodik besonderes Gepräge gab. Er war in zahlreichen internationalen Filmen erfolgreich. Sein Geburtshaus befindet sich einige Häuserblöcke südöstlich in der Marchettigasse 1a. Der Platz an der Kreuzung von Millergasse, Mittelgasse und Garbergasse ist eine Verkehrsfläche ohne Adressen.
- Otto-Bauer-Gasse, 1949 benannt nach dem Politiker Otto Bauer (1881–1938); er prägte als führender Theoretiker des Austromarxismus das 1926 beschlossene Linzer Programm und die politische Arbeit der Sozialdemokratischen Partei auf Bundesebene. Bauer war ab 1907 Redakteur der Arbeiter-Zeitung, 1918 / 1919 Staatssekretär für Äußeres (Außenminister) der von Karl Renner geleiteten ersten republikanischen Regierung Österreichs und 1919–1934 Abgeordneter (Konstituierende Nationalversammlung, ab 1920 Nationalrat). 1934 entging er der Verhaftung im Bürgerkrieg durch Flucht in die Tschechoslowakei. Er wohnte in der (heutigen) Otto-Bauer-Gasse auf Nr. 2. Die Gasse hieß davor nach der Gumpendorfer Kaserne Kasernengasse.

## P
- Papagenogasse, 1876 benannt nach der Figur des Vogelhändlers Papageno aus dem Singspiel Die Zauberflöte von Wolfgang Amadeus Mozart. Die Uraufführung fand 1791 in Emanuel Schikaneders Freihaustheater statt. Schikaneder hatte auch das Libretto geschrieben und spielte die Rolle des Papageno; siehe auch die Schikanedergasse im 4. Bezirk Wieden. An der heutigen Seitenfront des Theaters an der Wien in der Millöckergasse 8 befindet sich beim ehemaligen Haupteingang das um 1800 erbaute Papagenotor, an dem Schikaneder im Kostüm des Papageno dargestellt wird, genau gegenüber der Einmündung der Papagenogasse. Diese hieß davor Jägergasse.
- Pfauengasse, benannt (Datum unbekannt, 1827 erstmals erwähnt) nach dem ehemaligen Hausschild „Zum grünen Pfau“ auf Nr. 3.
- Pliwagasse, 1933 benannt nach dem Beamten Ernst Pliwa (1857–1928), Mitarbeiter im k.k. Ministerium für Kultus und Unterricht (ab 1898), zuletzt Sektionschef. Er hatte entscheidenden Einfluss auf die Neugestaltung des Zeichen- und Modellierunterrichtes an den staatlichen kunstgewerblichen Lehranstalten, auf die Reorganisation des gewerblichen Fortbildungsschulwesens und auf andere Bereiche des Schul- und Bildungswesens. Unter anderem gingen wichtige Maßnahmen zur Heranbildung des Lehrpersonals, des schulärztlichen Dienstes und des gewerbehygienischen Unterrichts auf ihn zurück.[12] Die Gasse war vorher ein Teil der Gfrornergasse.
- Proschkogasse, 1911 benannt nach dem Beamten und Schriftsteller Franz Isidor Proschko (1816–1891) und seiner Tochter Hermine Camilla Proschko (1851–1923). Franz Isidor Proschko war Polizeibeamter in Graz und Wien, zuletzt Leiter des Kommissariats Neubau. In seiner Freizeit schrieb er Romane und Erzählungen, die in anspruchsloser, schlichter Form abgefasst sind. Viele seiner Werke sind Gelegenheitsdichtungen von patriotischer Tendenz und frommer, loyaler Gesinnung.[13] Hermine Camilla Proschko betätigte sich als Schriftstellerin von Jugendliteratur. Sie gab ab 1891 die Jugendbibliothek Jugendlaube heraus und ab 1887 das Jahrbuch Jugendheimat.[14] Die Gasse hieß davor Wäschergasse.

## R

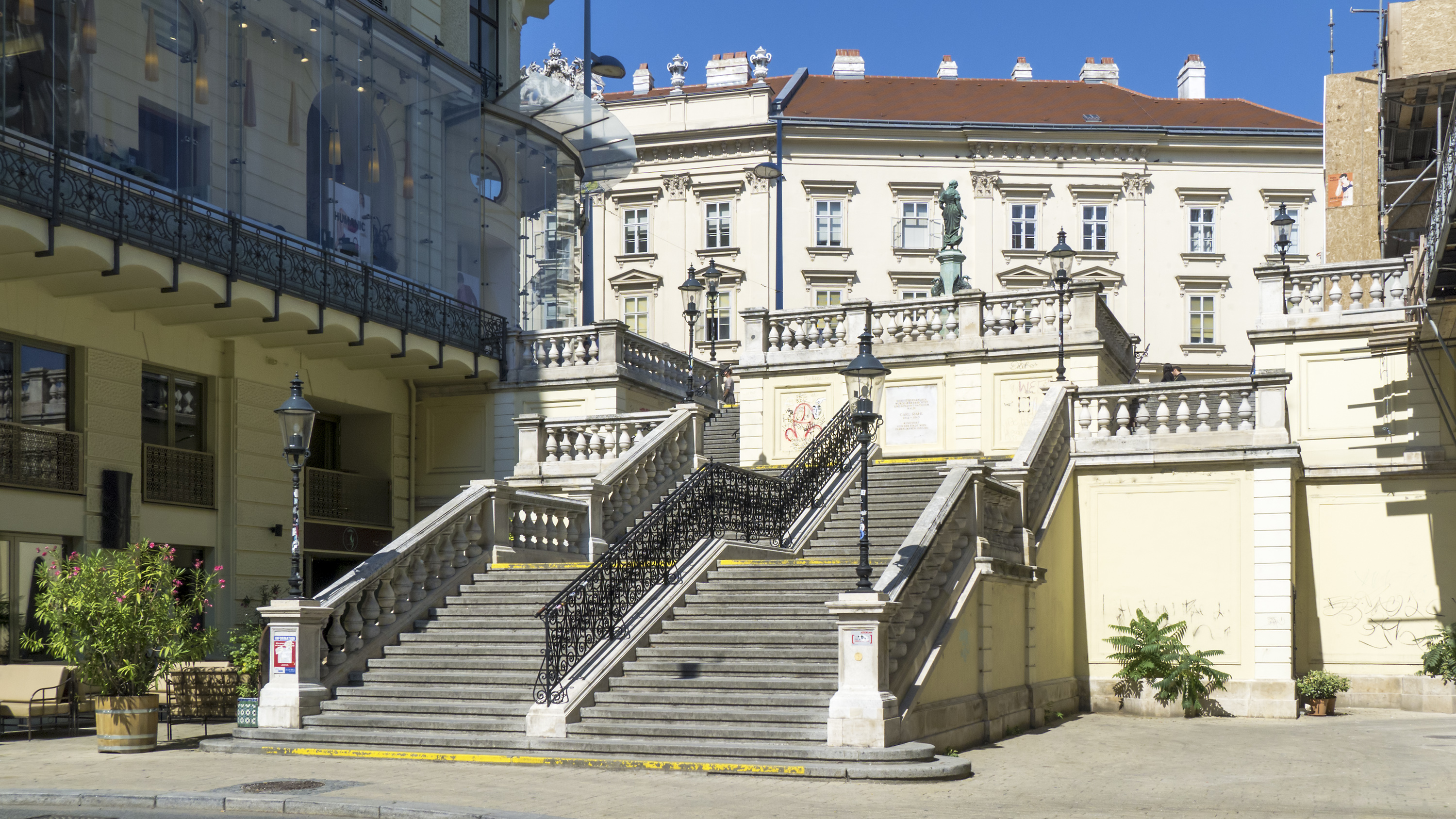
Die Rahlstiege verbindet die Rahlgasse mit der höher gelegenen Mariahilfer Straße und dem MuseumsQuartier (im Hintergrund)

- Rahlgasse, 1866 benannt nach dem Maler Carl Rahl (1812–1865), Professor an der Wiener Kunstakademie (ab 1850); 1851 gründete er eine Privatschule für Monumentalmalerei. Er schuf als Historienmaler – meist in öffentlichem Auftrag – Fresken und Deckenbilder, unter anderem in der griechisch-orientalischen Kirche der Heiligen Dreifaltigkeit am Fleischmarkt im 1. Bezirk, im Stiegenhaus des k.k. Waffenmuseums (heute Heeresgeschichtliches Museum), im Palais Todesco, in der Wiener Staatsoper und im Heinrichhof. Die Rahlstiege am nördlichen Ende der Gasse an der Mariahilfer Straße ist ebenfalls nach ihm benannt. Die Gasse war davor Teil des Getreidemarkts.
- Reinhardt-Brandstätter-Platz, 2022 benannt nach dem Mediziner Reinhardt Brandstätter (1952–1992), Aktivist in der HOSI Wien. Er leistete Pionierarbeit bei der Information und Aufklärung über Aids und war Mitbegründer der österreichischen Aids-Hilfe, die sich heute an der Verkehrsfläche befindet. Der Platz war zuvor Teil der Liniengasse.
- Reserlgasse, 2014 benannt; ehemals typischer Rufname für eine Marktfrau am Naschmarkt, in dem sich diese Verkehrsfläche befindet.

## S

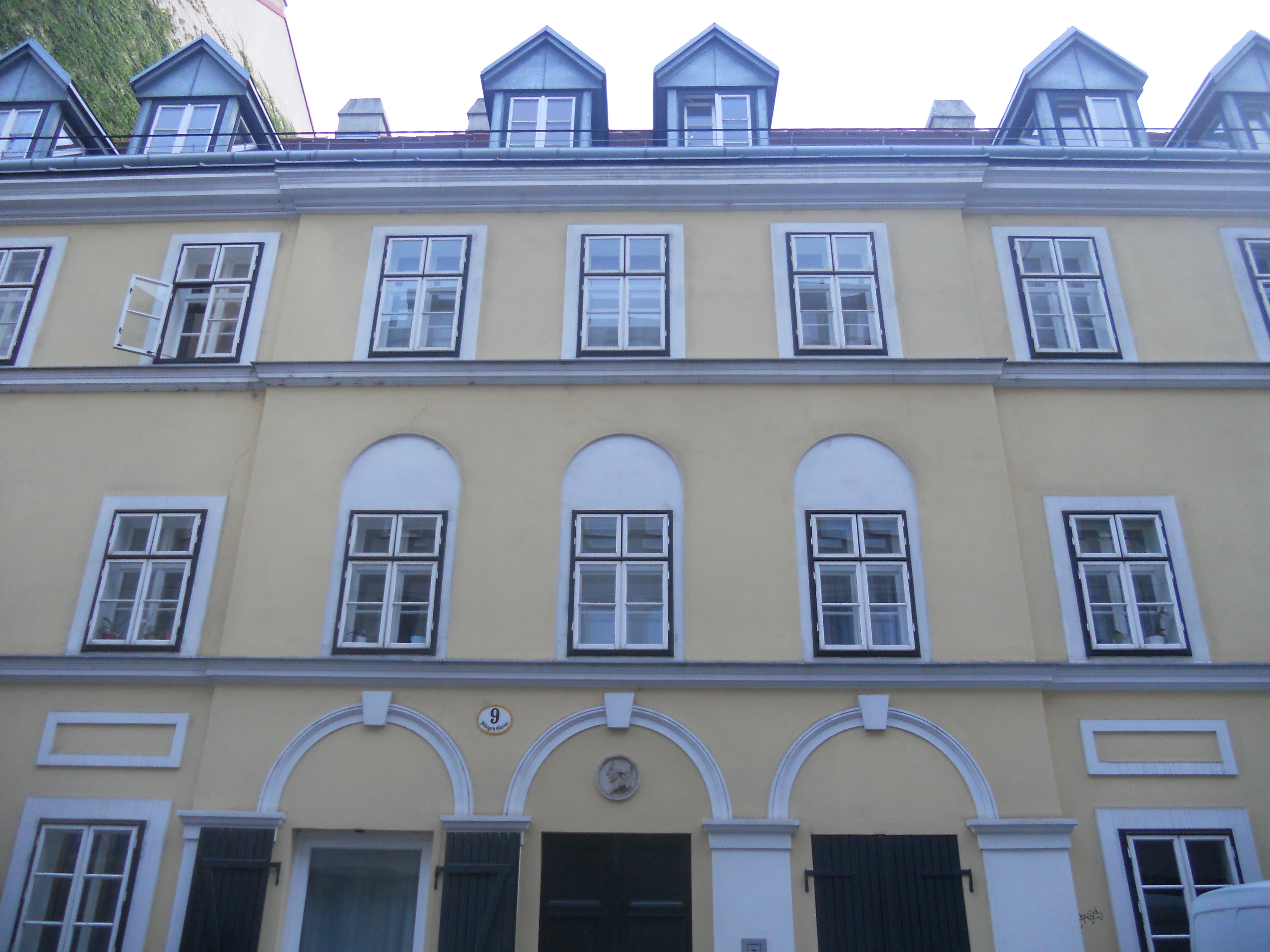
Haus Stiegengasse 9, "Zum Römischen Kaiser", mit einem Portraitrelief Josephs II.

- Sandwirtgasse, 1862 benannt nach dem Gasthaus „Zum Sandwirt“ in der Schmalzhofgasse 5. „Sandwirt“ war der in Tirol gebräuchliche Vulgoname des Gastwirts und Viehhändlers Andreas Hofer. Im Frühjahr 1809 wohnte Hofer in diesem Haus als Gast des Besitzers Andreas Duschel, eines Tirolers, um in geheimen Besprechungen mit der österreichischen Regierung den Aufstand gegen die bayrische Herrschaft in Tirol vorzubereiten. Siehe auch die Andreas-Hofer-Straße und den Haspingerplatz im 21. Bezirk, Floridsdorf, die Ennemosergasse im 22. Bezirk, Donaustadt, die Speckbachergasse im 16. Bezirk, Ottakring, und die Haugerstraße im 11. Bezirk, Simmering. Die Gasse hieß davor Kahlgasse.
- Schadekgasse, 1913 benannt nach dem Bilderhändler Franz Josef Schadek (1843–1913); er war ab 1882 Bezirksrat in Mariahilf, 1897–1913 Bezirksvorsteher des 6. Bezirks, Obmann des Armeninstituts und des Ortsschulrats, Vizepräsident des Waisenrats, sowie Präsident des Vereins zur Gründung und Erhaltung von Fortbildungs- und Handelsschulen für Frauen in Wien.[15] Die Gasse hieß ursprünglich Hollerbeergasse und dann Kollergerngasse; 1906–1913 war sie ein Teil der bis heute bestehenden Windmühlgasse.
- Schmalzhofgasse, 1862 benannt nach dem Schmalzhof, dem Hof eines vermögenden Schmalzhändlers, dessen Name sich jedoch nicht überliefert hat.
- Sechshauser Gürtel, 1894 benannt nach der ehemals selbstständigen Gemeinde Sechshaus, die nach 1683 durch Wiederaufbau nach der zweiten Türkenbelagerung entstanden ist. Der Name weist – ähnlich wie Dreihaus und Fünfhaus – auf die ursprüngliche Zahl der Häuser hin. Der Ort bestand zu Beginn nur aus fünf Häusern an der westlichen Wachstumsspitze der Gumpendorfer Straße, die durch den 1704 erbauten Linienwall von Gumpendorf abgetrennt wurde. Nach dem Bau eines weiteren Hauses bürgerte sich der Name Sechshaus ein. Die Straße hieß vorher Gürtelstraße; Fahrbahnen und Gehsteige des Sechshauser Gürtels befinden sich zur Gänze im 15. Bezirk. Die Bezirksgrenze verläuft an der westlichen Kante des Viadukts der U-Bahn-Linie U6, das sich im 6. Bezirk befindet; das dortige Gegenstück zum Sechshauser Gürtel heißt Gumpendorfer Gürtel.
- Sonnenuhrgasse, 1876 benannt nach einem ehemaligen Haus bei der Gumpendorfer Straße 118, an dem drei Sonnenuhren angebracht waren.
- Sopherlgasse, 2014 benannt nach der literarischen Figur der Sopherl vom Naschmarkt, die der Wiener Journalist Vinzenz Chiavacci 1883 erfunden hatte, und die er dann jede Woche in einem Feuilleton in der Oesterreichischen Volks-Zeitung verwendete.[16] Weg im Naschmarkt.
- Spalowskygasse, 1949 benannt nach dem Gewerkschaftsfunktionär und Politiker Franz Spalowsky (1875–1938), Redakteur der Christlich-sozialen Arbeiter-Zeitung (1907–1908), Vorsitzender der Zentralkommission der Christlichen Gewerkschaften, Wiener Gemeinderat (1914–1919), Stadtrat (1917–1919), Abgeordneter zur Nationalversammlung bzw. zum Nationalrat (1919–1934). Daneben bekleidete er hohe Funktionen in der Sozialversicherung und in katholischen Organisationen. Ab 1934 arrangierte er sich mit dem Ständestaat und blieb an der Spitze der christlichen Arbeiterbewegung.[17] Die Gasse hieß vorher ab 1857 Grasgasse.
- Spörlingasse, 1862 benannt nach dem Tapetenfabrikanten Michael Spörling (1784–1857); der Grund für die Benennung ist nicht bekannt.
- Stiegengasse, ab 1862 offizielle Bezeichnung für eine Gasse zwischen der Linken Wienzeile und der Windmühlgasse. Der untere Teil zwischen der Linken Wienzeile und der Gumpendorfer Straße hieß früher Gärtnergasse, der nördliche Abschnitt mit der namengebenden 13 Meter hohen geraden Stiege war ursprünglich Teil der Windmühlgasse. Eine große Stiegenkonstruktion ist bereits auf der historischen Karte von Anton Behsel von 1825 nachweisbar.[18] Die hier befindliche sogenannte Amonstiege wurde 1863/1864 renoviert und verbreitert. Die Bezeichnung Amonstiege war vor allem in der ersten Hälfte des 19. Jahrhunderts eine Orientierungshilfe und bezog sich auf die Familie Amon, die jahrzehntelang ein Haus und eine Fleischselcherei direkt neben der Stiege besaß.[19]
- Strohmayergasse, benannt (Datum unbekannt) nach dem Baumeister Lorenz Strohmayer (1769–1834); er war 1808–1810 Besitzer der Ziegelei Stoß am Himmel in Inzersdorf. Die weiteren Besitzer waren 1820 der Wiener Bürger Leopold Strohmayer und 1826 Joseph und Josepha Strohmayer. Lorenz Strohmayer besaß in Mariahilf ausgedehnte Grundflächen.
- Stumpergasse, benannt (Datum unbekannt) nach Anton Stumper (1740–1814), der 1811 im Zuge der Parzellierung seiner „Palmschen Realität“ (Gumpendorfer Straße 98–100) die Flächen für die Errichtung der Gasse von der Mariahilfer Straße bis zur Gumpendorfer Straße bereitstellte. Die Gasse hieß vorher Große Steingasse.

## T
- Theobaldgasse, 1862 benannt nach dem ehemaligen Theobaldkloster. Der Franziskanerorden hatte ab 1451 mit St. Theobald ob der Laimgrube im heutigen Bezirk Mariahilf sein erstes Kloster in Wien. Es wurde 1529 im Rahmen der Ersten Türkenbelagerung zerstört; an seiner Stelle entstanden Windmühlen im Bereich der heutigen Windmühlgasse. 1661 wurde das Kloster neu errichtet, 1683 im Zug der Zweiten Türkenbelagerung zerstört und 1687 wieder neu gebaut. 1804 wurde es in eine Erziehungsanstalt für junge Adelige umgewandelt, 1881–1905 war es ein Polizeigefangenenhaus. Das Gebäude und die zugehörige Laimgrubenkirche wurden 1905–1907 demoliert.
- Turmburggasse, 1862 benannt nach einem im Volksmund Turmburg genannten Gutshof mit Turm und Kapelle, der 1765 nachweisbar ist, heute aber nicht mehr existiert.

## V
- Viktor-Matejka-Stiege, 1998 benannt nach dem Kulturpolitiker und Schriftsteller Viktor Matejka (1901–1993); er war geschäftsführender Obmann der Volkshochschule Ottakring (1934–1936), Bildungsreferent der Arbeiterkammer Wien (1936–1938) und Stadtrat für Kultur und Volksbildung (1945–1949, KPÖ). Er publizierte viel im Wiener Tagebuch, der kulturpolitischen Zeitschrift der KPÖ, und war ein prominenter Vielschreiber von Leserbriefen an zahlreiche Printmedien. Die Stiege am nördlichen Ende der Eggerthgasse (siehe dort) hieß bis 1998 Eggerthstiege.

## W

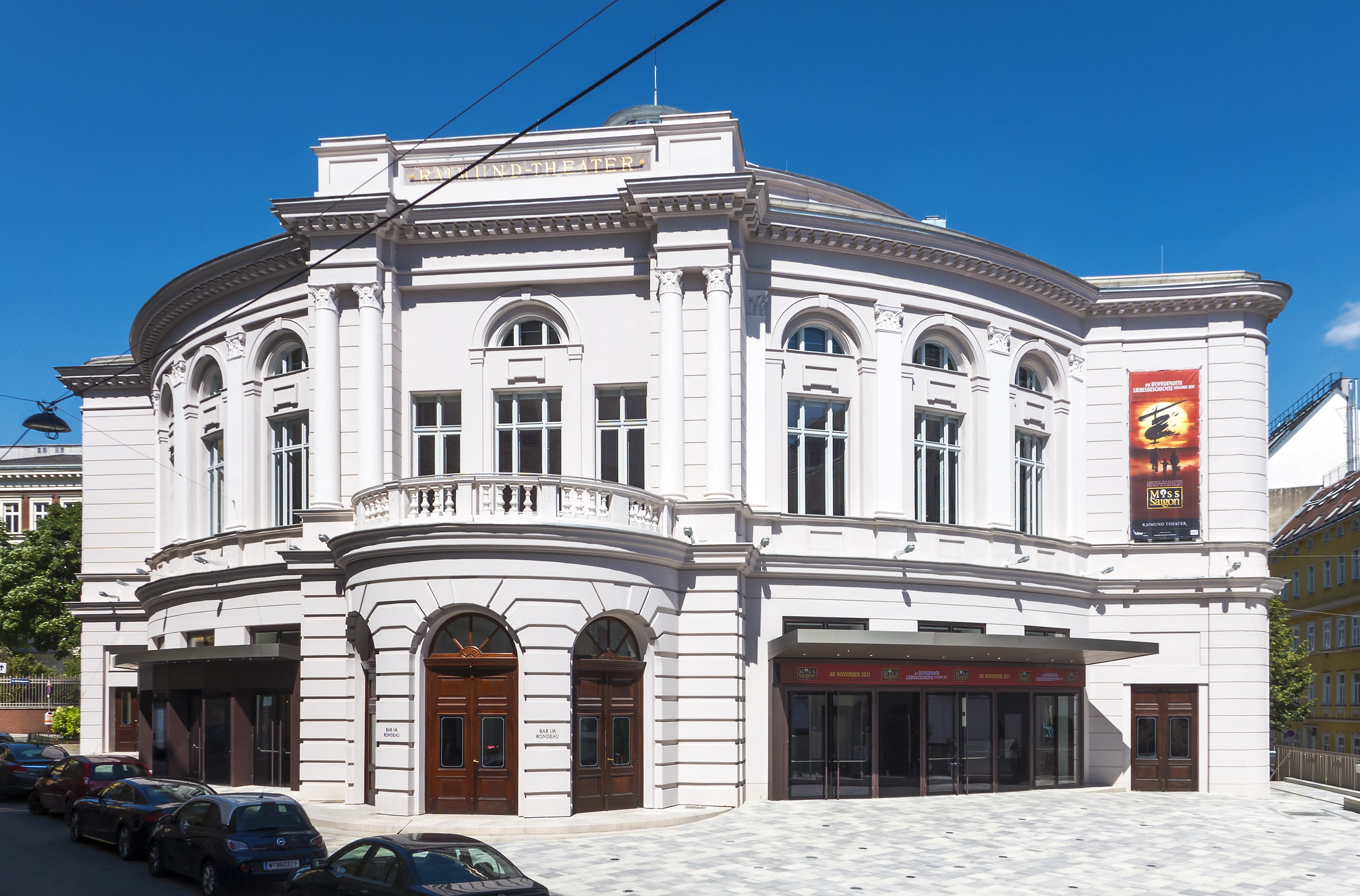
Raimundtheater in der Wallgasse

- Wallgasse, 1862 benannt nach dem Linienwall. Der Linienwall war ein mit Palisaden verstärkter Erdwall mit einem vorgelagerten Graben, der zwischen dem Donauarm bei Sankt Marx (heute 3. Bezirk) und dem Lichtental (heute 9. Bezirk) verlief. Er trennte, ausgenommen den 2. Bezirk und Teile des 4. und des 5. Bezirks, die 1874 zum 10. Bezirk wurden, die 1850 eingemeindeten Vorstädte (heute 3. bis 9. Bezirk) von den großteils erst 1892 eingemeindeten Vororten am rechten Donauufer (heute 10. bis 19. Bezirk). Der Linienwall wurde ab 1894 abgetragen, der Gürtel stark ausgebaut und 1895 mit dem Bau der Gürtellinie der Stadtbahn begonnen. Siehe auch Liniengasse. Die Gasse hieß davor Große Schlossgasse (nach dem Gumpendorfer Schloss) und Wallstraße.
- Webgasse, 1862 benannt nach den Webwarenmanufakturen, die sich früher in dieser Gegend befanden. Die Gasse hieß davor Große Schmiedgasse.
- Windmühlgasse, benannt (Datum unbekannt) nach der 1849 / 1850 selbstständigen Gemeinde Windmühle. Im Vorort Laimgrube befand sich das Theobaldkloster, das während der ersten Türkenbelagerung 1529 zerstört wurde. Der Reichsherold Johann Fracolin erhielt 1562 von Kaiser Ferdinand I. dieses verödete Grundstück, um dort Windmühlen zu errichten. Aus dieser Siedlung entwickelte sich die Ortschaft Windmühle, die 1620 in die Grundherrschaft des Wiener Magistrats überging. Der westliche Teil der Gasse wurde 1913 als Schadekgasse abgetrennt.
- Worellstraße, 1903 benannt nach Stephan Worell (um 1829–1898), Chefredakteur des Neuigkeits-Welt-Blatts. Er gründete 1877 ein katholisches Waisenhaus im niederösterreichischen Biedermannsdorf, dem ab 1883 eine Kinderbewahranstalt und ab 1886 eine Schule angeschlossen war. Das Waisenhaus erhielt nach der 1881 erfolgten Eheschließung von Kronprinz Rudolf mit Prinzessin Stephanie von Belgien den Namen „Stephaneum“. Stephan Worell wurde von Papst Leo XIII. zum Ritter des St.-Georgs-Ordens ernannt.[20]

## Straßennamen im Volksmund
- Mariahilfer Platzl, bis zur Benennung als Christian-Broda-Platz inoffizieller Name der Verbreiterung der Mariahilfer Straße von der Stumpergasse zum Mariahilfer Gürtel, immer noch gebräuchlich
- Papiermacherplatzl, Platz an der Kreuzung von Gumpendorfer Straße und Theobaldgasse, keine offizielle Benennung, jedoch mit historischem Straßenschild versehen

## Historische Straßennamen
- Alter Weg: siehe Hofmühlgasse

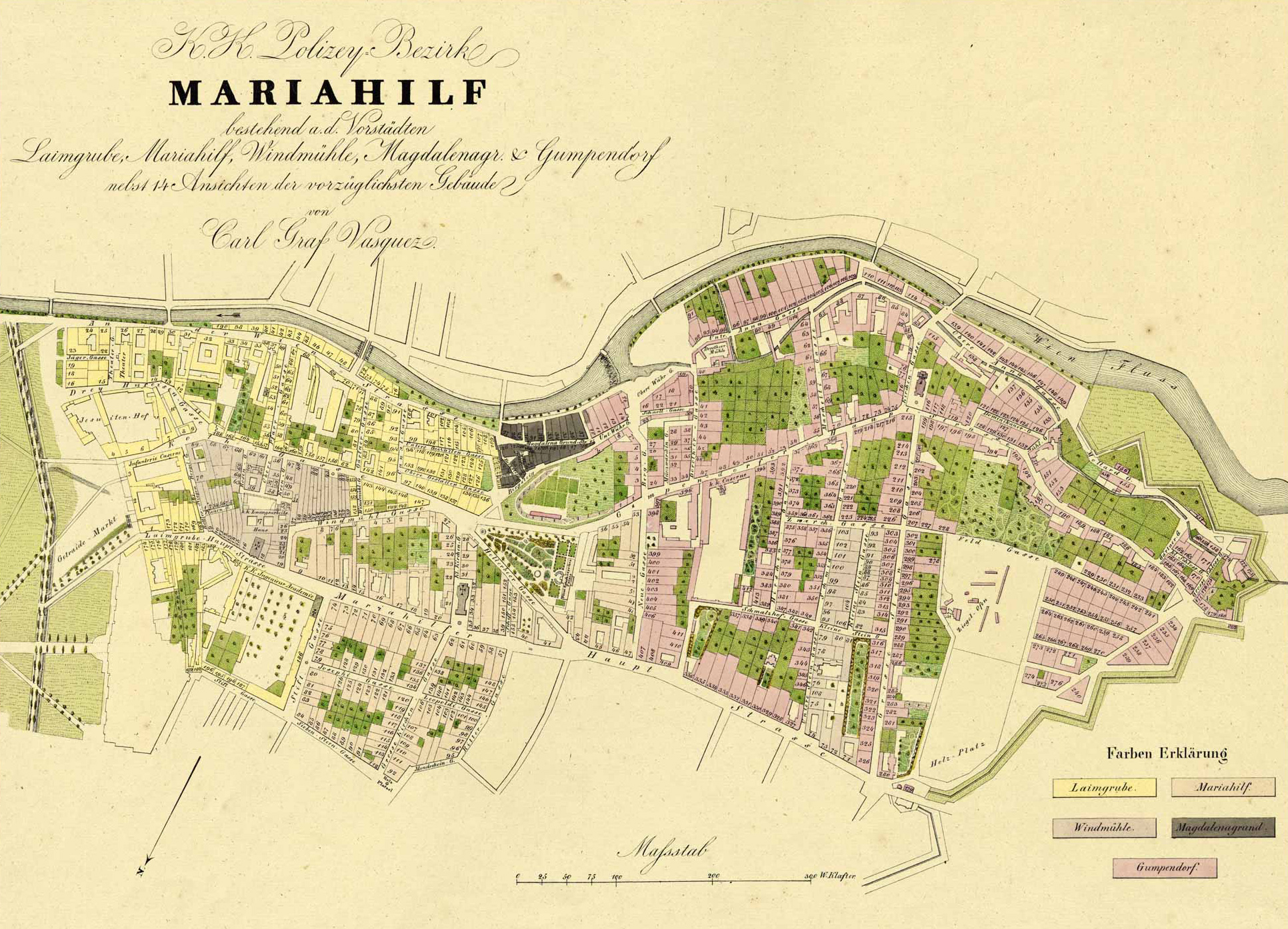
Mariahilf um 1830

- Amerlinggasse: siehe Amerlingstraße
- Am Wienufer: siehe Linke Wienzeile
- An der Stärkmacherbrücke: siehe Hofmühlgasse
- Baumgasse: siehe Matrosengasse
- Bayrische Landstraße: siehe Mariahilfer Straße
- Berggasse: siehe Esterhazygasse bzw. Kaunitzgasse
- Bergsteig: siehe Kaunitzgasse
- Bergsteiggasse: siehe Kaunitzgasse
- Bettlerstiege: siehe Königsklostergasse
- Bräuhausgasse: siehe Brauergasse bzw. Gumpendorfer Straße
- Canalgasse: siehe Joanelligasse
- Dorothe Gasse: siehe Hofmühlgasse
- Dorotheergasse: siehe Hofmühlgasse
- Dreihufeisengasse: siehe Lehargasse
- Eggerthstiege: siehe Viktor-Matejka-Stiege
- Engelgasse: siehe Girardigasse
- Feldgasse: siehe Liniengasse
- Fünfhauser Hauptstraße: siehe Mariahilfer Straße
- Gärtnergasse: siehe Eisvogelgasse bzw. Stiegengasse
- Grasgasse: siehe Spalowskygasse
- Große Pfarrgasse: siehe Laimgrubengasse
- Große Schlossgasse: siehe Hornbostelgasse bzw. Wallgasse
- Große Schmiedgasse: siehe Webgasse
- Große Steingasse: siehe Stumpergasse
- Gumpendorfer Hauptstraße: siehe Gumpendorfer Straße
- Gürtelstraße: siehe Gaudenzdorfer Gürtel bzw. Mariahilfer Gürtel und Sechshauser Gürtel
- Halbgasse: siehe Garbergasse
- Hollerbeergasse: siehe Schadekgasse
- Im Saugraben: siehe Gumpendorfer Straße
- Jägergasse: siehe Papagenogasse
- Kahlgasse: siehe Sandwirtgasse
- Kanalgasse: siehe Joanelligasse
- Kasernengasse: siehe Otto-Bauer-Gasse
- Kirchengasse: siehe Brückengasse
- Kleine Kirchengasse: siehe Barnabitengasse
- Kleine Pfarrgasse: siehe Laimgrubengasse
- Kleine Schlossgasse: siehe Meravigliagasse
- Kleine Steingasse: siehe Haydngasse
- Kollergerngasse: siehe Schadekgasse
- Kothgasse: siehe Gumpendorfer Straße
- Kremser Straße: siehe Mariahilfer Straße
- Krongasse: siehe Bienengasse
- Laimgrubner Hauptstraße: siehe Mariahilfer Straße
- Leopoldigasse: siehe Nelkengasse
- Magdalenenstraße: siehe Linke Wienzeile
- Margaretengürtel: siehe Gaudenzdorfer Gürtel
- Mariahilfer Hauptstraße: siehe Mariahilfer Straße
- Mollardgasse: siehe Gumpendorfer Gürtel
- Mühlgasse: siehe Morizgasse
- Neue Gasse: siehe Esterhazygasse
- Obere Annagasse: siehe Mollardgasse
- Obere Gärtnergasse: siehe Eisvogelgasse
- Obere Gasse: siehe Gfrornergasse
- Obere Gestättengasse: siehe Luftbadgasse
- Obere Pfarrgasse: siehe Laimgrubengasse
- Obere Wehrgasse: siehe Mollardgasse
- Penzinger Straße: siehe Mariahilfer Straße
- Rosengasse: siehe Fillgradergasse
- Rosengasse: siehe Königseggasse
- Rückwärts am Berg: siehe Kaunitzgasse
- Schiffgasse: siehe Nelkengasse
- Schnellgasse: siehe Magdalenenstraße
- Schönbrunner Straße: siehe Mariahilfer Straße
- Theatergasse: siehe Millöckergasse
- Ufergasse: siehe Linke Wienzeile
- Untere Annagasse: siehe Mollardgasse
- Untere Pfarrgasse: siehe Laimgrubengasse
- Untere Stättengasse: siehe Dürergasse
- Untere Wehrgasse: siehe Magdalenenstraße
- Wallstraße: siehe Wallgasse
- Wäschergasse: siehe Proschkogasse
- Wienstraße: siehe Linke Wienzeile
- Windmühlgasse: siehe Capistrangasse bzw. Schadekgasse und Stiegengasse

1938–1945
- Keine